# 中国高速鉄道CRH2型電車

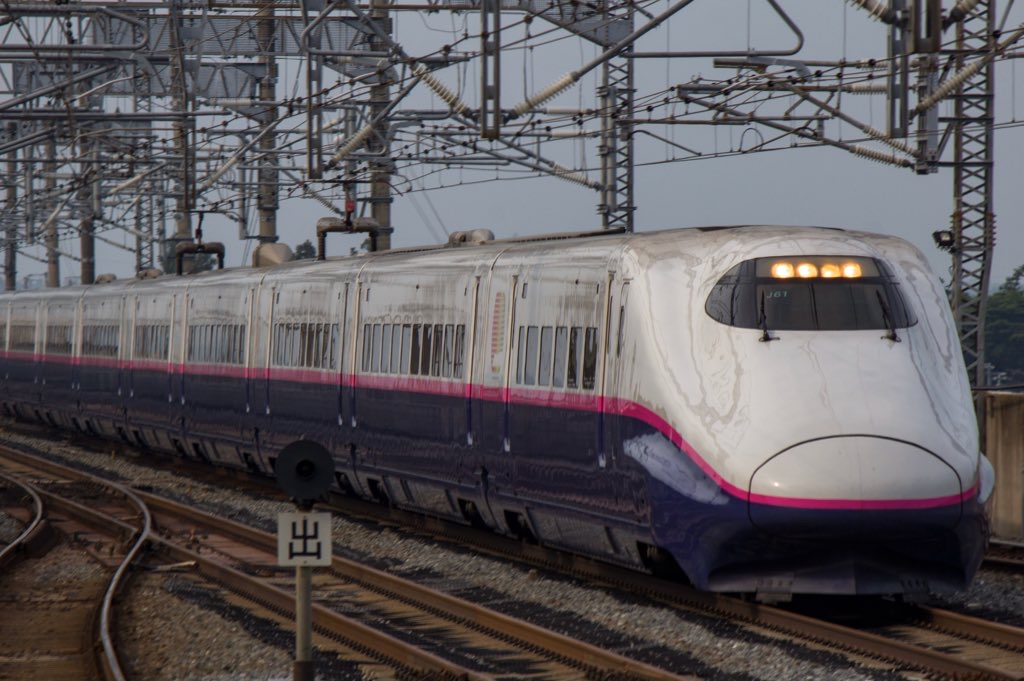
ベースとなったE2系1000番台

中国高速鉄道CRH2型電車（ちゅうごくこうそくてつどうCRH2がたでんしゃ）は、中華人民共和国鉄道部（中国鉄道部）が第6次在来線の速度向上を目的に、日本の川崎重工業車両カンパニーから購入した高速鉄道車両である。

## 概要
2001年から製造された新幹線E2系電車1000番台をベースとした車両で、台湾高速鉄道の700T型に次ぐ2例目である。愛称は子弾頭（子弾＝弾丸の意）。外国からの技術移転を基にライセンス生産するCRH車両は「和諧号」（和諧･･･調和、ハーモニーの意）と称する。

### 導入の経緯
川崎重工業株式会社は、2006年3月から完成車両3編成と部品57編成分を輸出し、生産技術知的財産権を中華人民共和国へ譲渡し、中国メーカーの生産と検査の工程を指導した。
中国はCRHを自国製の高速鉄道車両として発表し、車両購入条件で「中華人民共和国へブラックボックスのない完全な技術供与」とした技術も含む購入であることから、「自国の技術」と言い換えた。
CRH2以外のCRH1（ボンバルディア社、カナダ、ドイツ、スウェーデンregina）、CRH3（シーメンス社、ドイツICE）、CRH5（アルストム社、フランスTGV）なども、中国へ完成車両の輸出や技術譲渡と中国メーカーでライセンス生産、とほぼ同様な条件で契約する。
日本製完成車両と部品の販売、技術譲渡に際し、台湾高速鉄道でおもに車両を受注したJR東海は参加を見送り、積極的に参加したJR東日本のE2系ベースの車両が納入された。JR東海は
- 中華人民共和国へ全ての技術を供与しなければならず、技術流出が懸念される。
- 技術供与により次回受注ができず、日本は継続的な利益が見込めない。
- 新幹線は地上設備なども含む総合システムとして運用され、車両のみを販売することで安全は保証できない。

などを懸念した。
新幹線電車の完成時に台湾は式典を挙行したが、中華人民共和国では式典を行わず、車両引き渡しの報道も僅少であった。
契約に基づく新幹線電車の編成数は60編成480両である。3編成は日本で製造して完全な形で引き渡した。6編成は部品と半組付け状態で引き渡し、中国でノックダウンで生産された。51編成は重要部品以外の一部は中国製部品を使用して、中国の四方機車工場がライセンス製造した。契約内容は日本以外へ発注されたCRH1・3・5型と同様である。高度な技術を要する部品は日本から輸出し、部品から車両の生産、検査、保安など全生産工程を川崎重工業株式会社が指導した。最初のCRH2A車両は2006年3月8日に引き渡された。中国鉄道部は、第6次スピードアップの前に少なくとも37編成のCRH2を完成した。CRH2A型のモーターはE2系1000番台と同一であるが、電動車 (M) と付随車 (T) の構成（MT比）は 4M4T で、営業運転の最高速度はE2系1000番台 (8M2T) の最高速度 275 km/h（設計最高速度 315 km/h）より低い 250 km/h となっていた。

### E2系との相違点

#### 外観
基本形状はE2系に準じているが、CRH2B・CRH2Cは車体前方につり目調の前照灯を装備する。塗装は白地に青線で、運転席窓下に青色を配して窓が大きく演出している。各先頭車の屋根上に中華人民共和国仕様の無線機器を配し、中国の架線高に合わせた大型パンタグラフ（DSA250）を装備している。

#### 内装

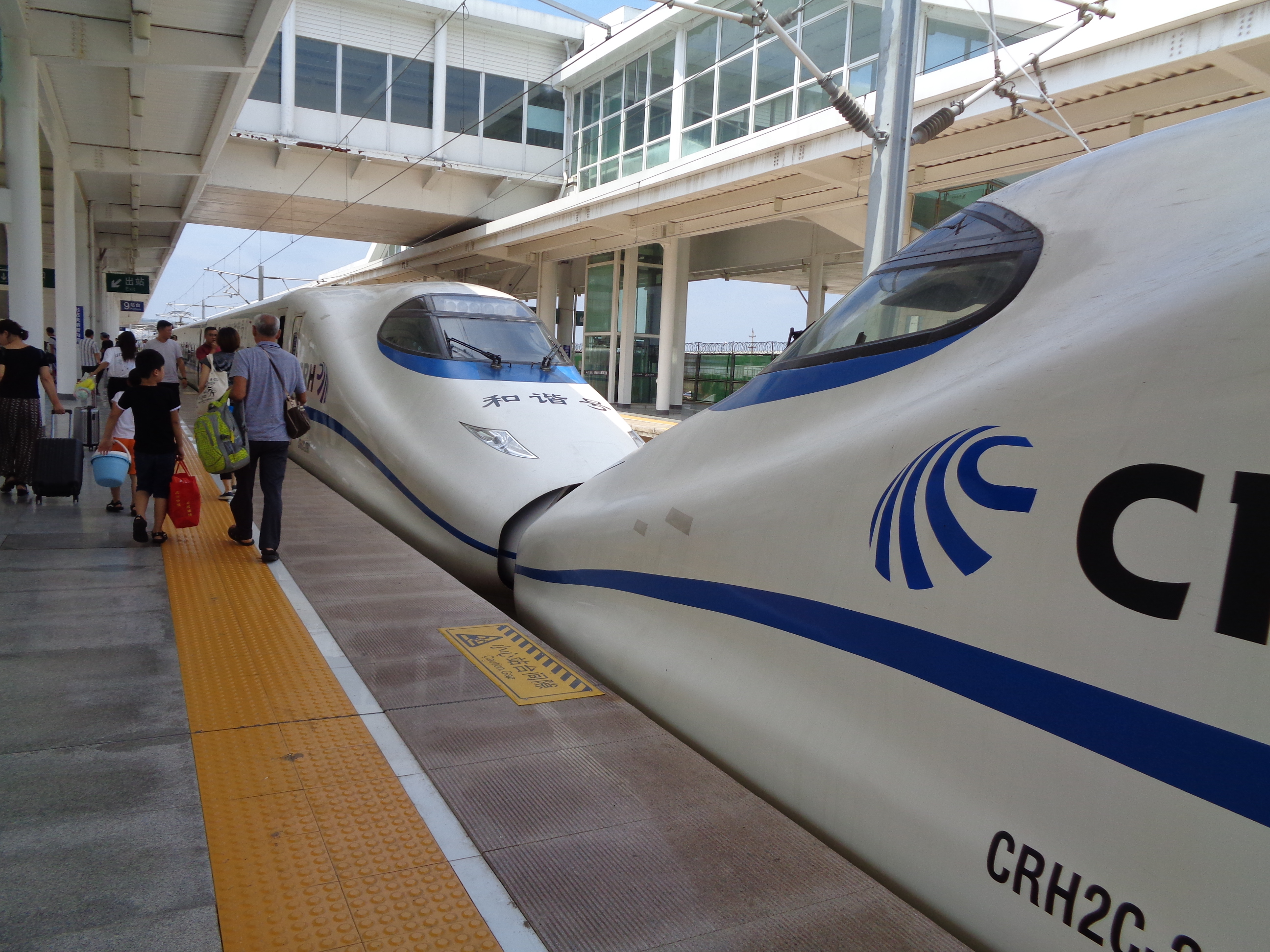
CRH2C同士の連結

CRH2C（一階段は一等車のみ）・CRH2A/B統型・CRH2Gは客席通路上方に液晶モニターを装備する。CRH2A・CRH2Cに食堂車があり、軽食などを販売している。

## 種類別解説

### CRH2A
CRH2A型電車は、8両編成の最高速度250km/hで運行される形式。2つの編成を連結させ16両編成で走行する運用も組まれている。
最初に導入された3編成 (CRH2A-2001 - 2003編成）は川崎重工業が製造して日本から輸出し、2004 - 2009編成は日本製の部品を中国で組み立て、以降の編成は中国で製造する。CRH2A-2460は試作要素が強い編成で、外見は後述するCRH2Gに非常に近いが、客扉や屋上機器などに差異がある。
南昌、成都、上海、済南、太原、南寧、昆明、広州の各鉄道局に配備されている。

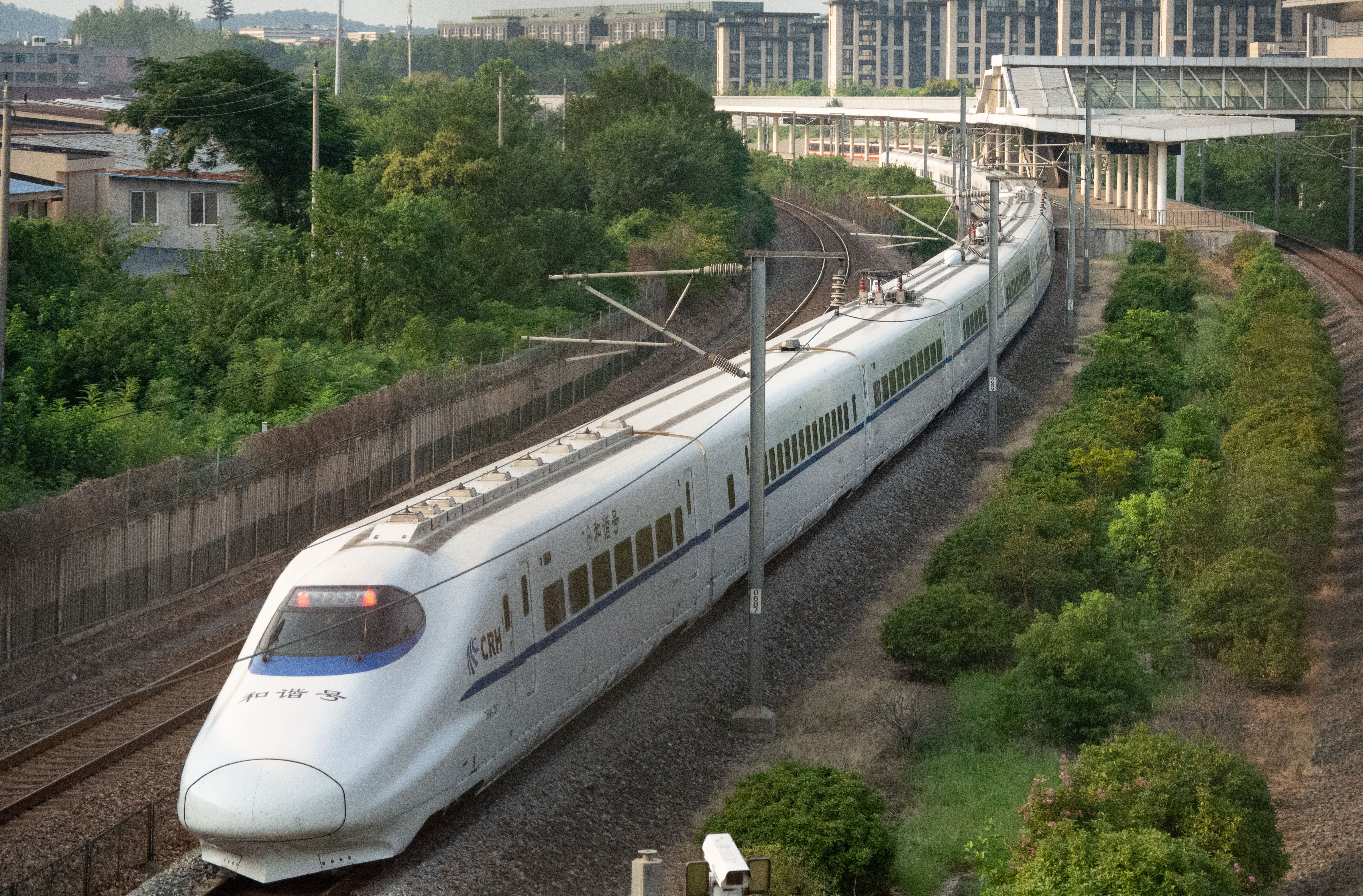
CRH2A
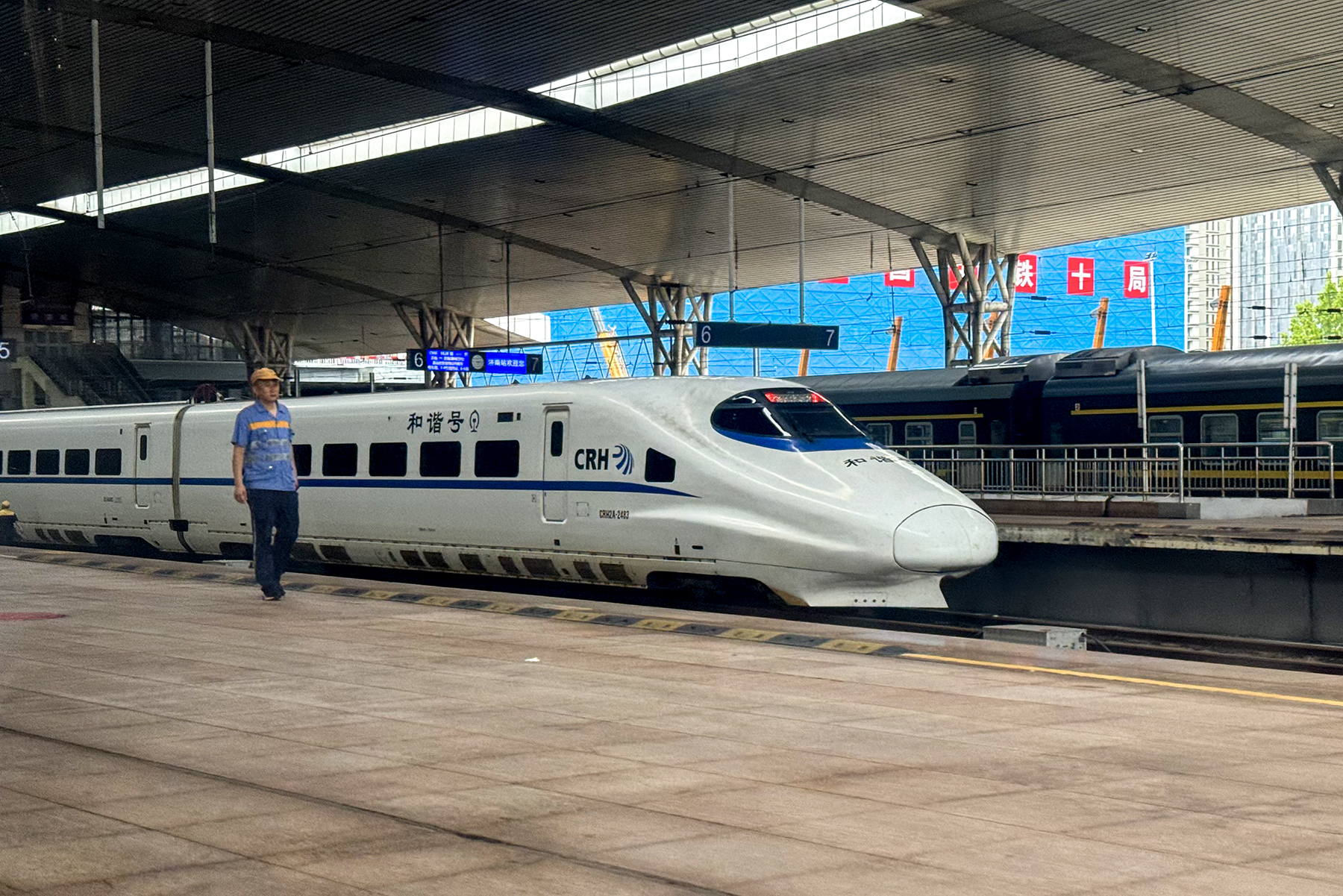
CRH2A増備車（統型） 窓配置が若干変更されている
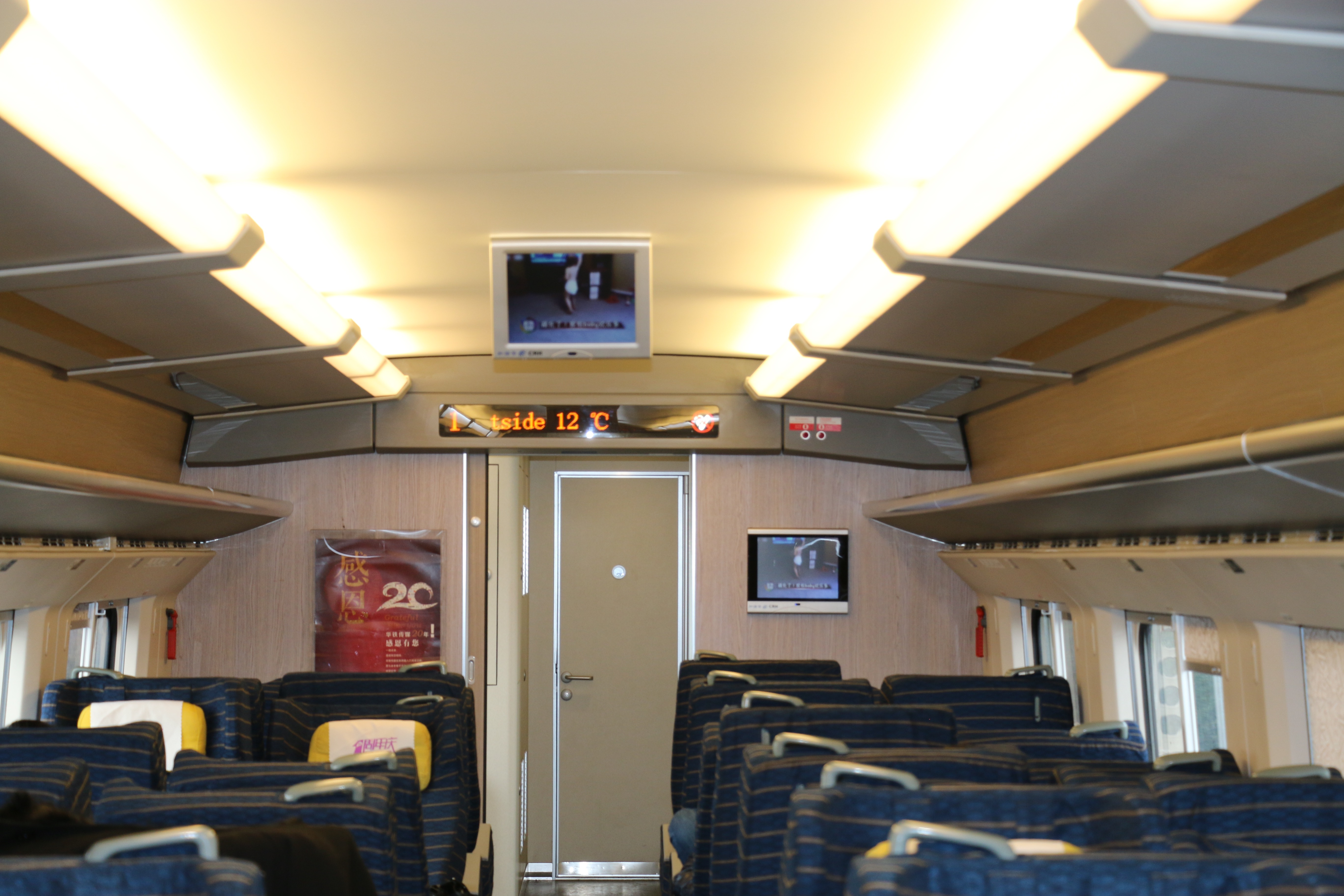
一等車
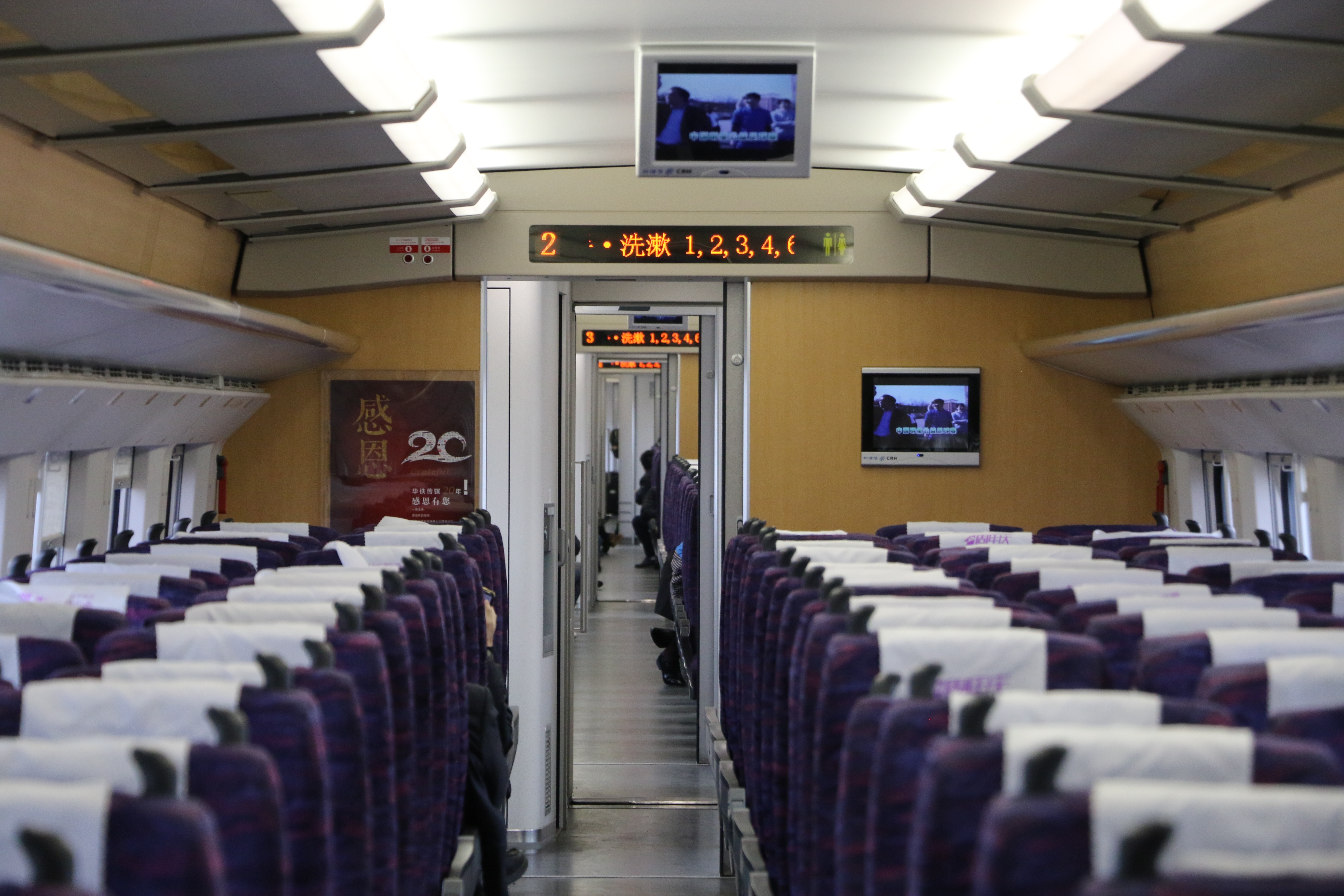
二等車
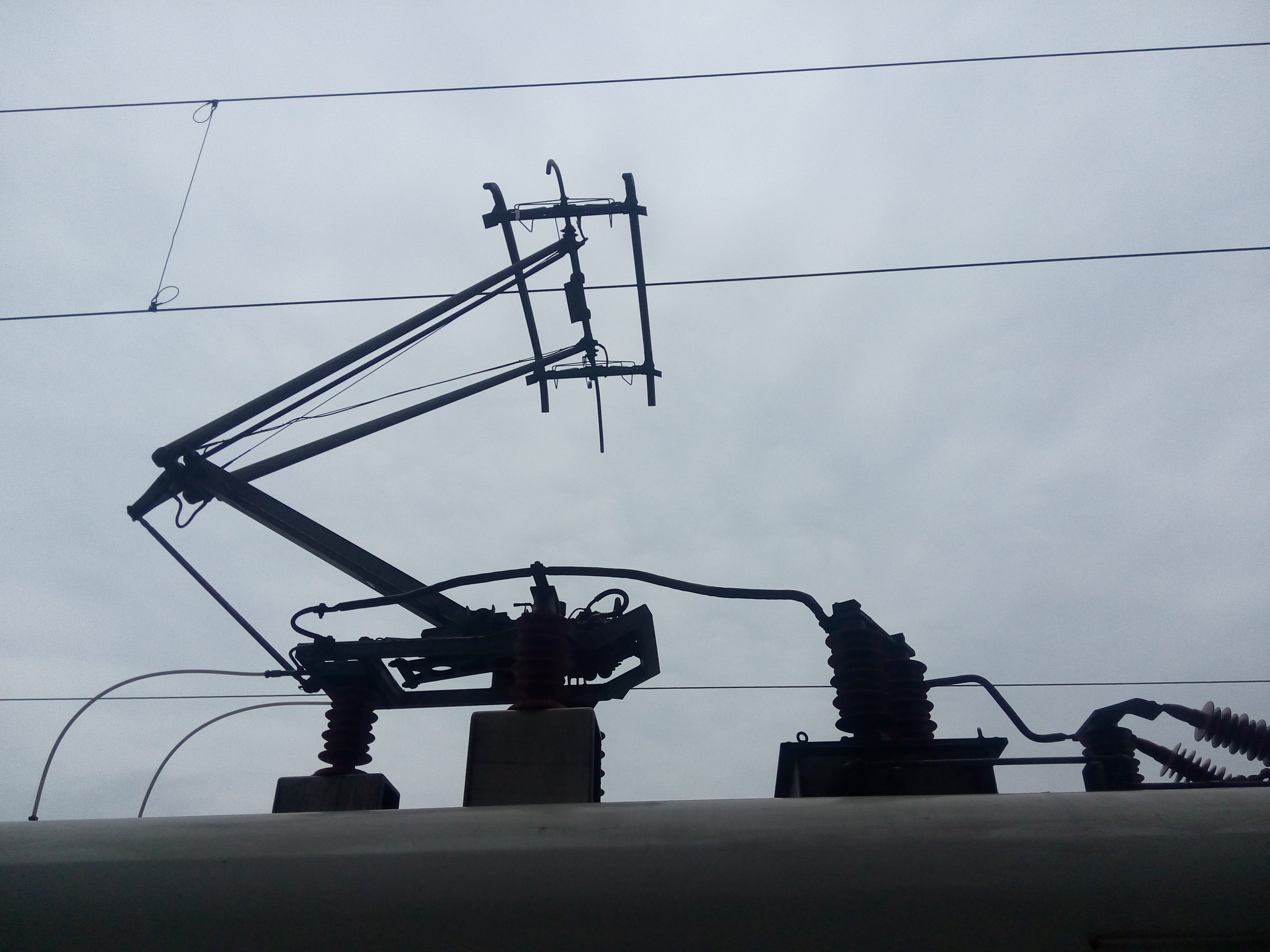
シングルアームパンタグラフ
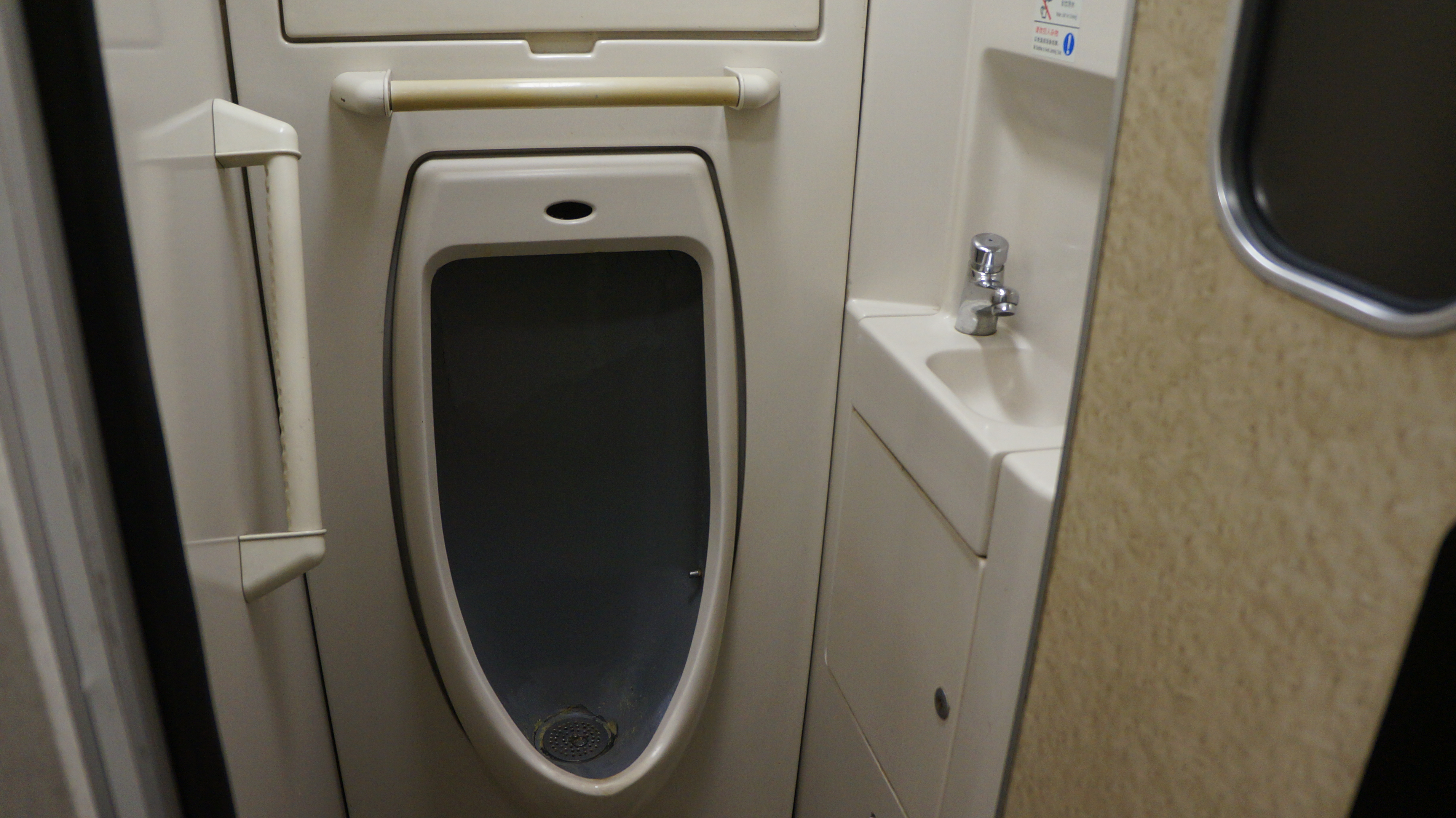
日本で製造された男性用便所
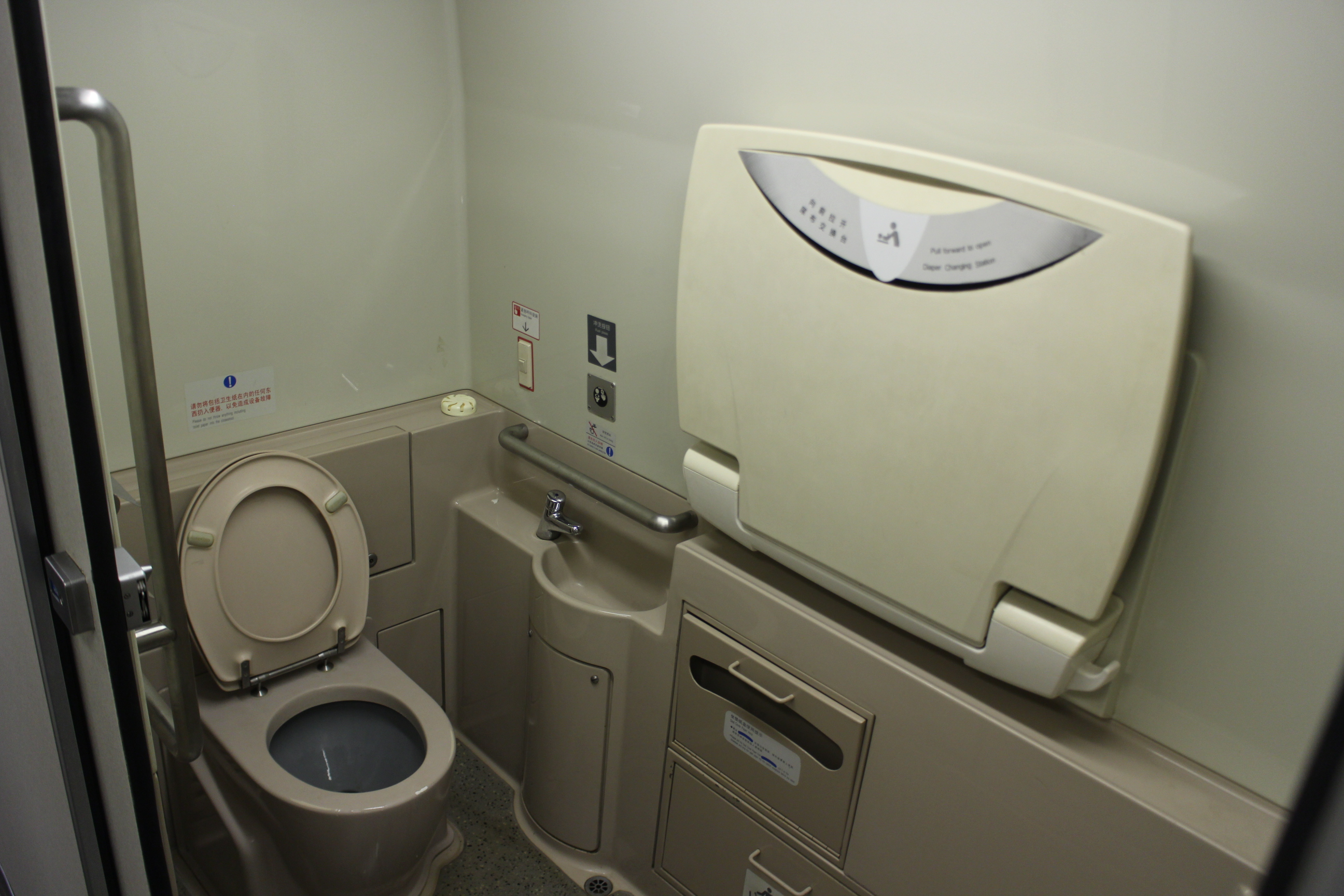
洋式便所・おむつ交換台
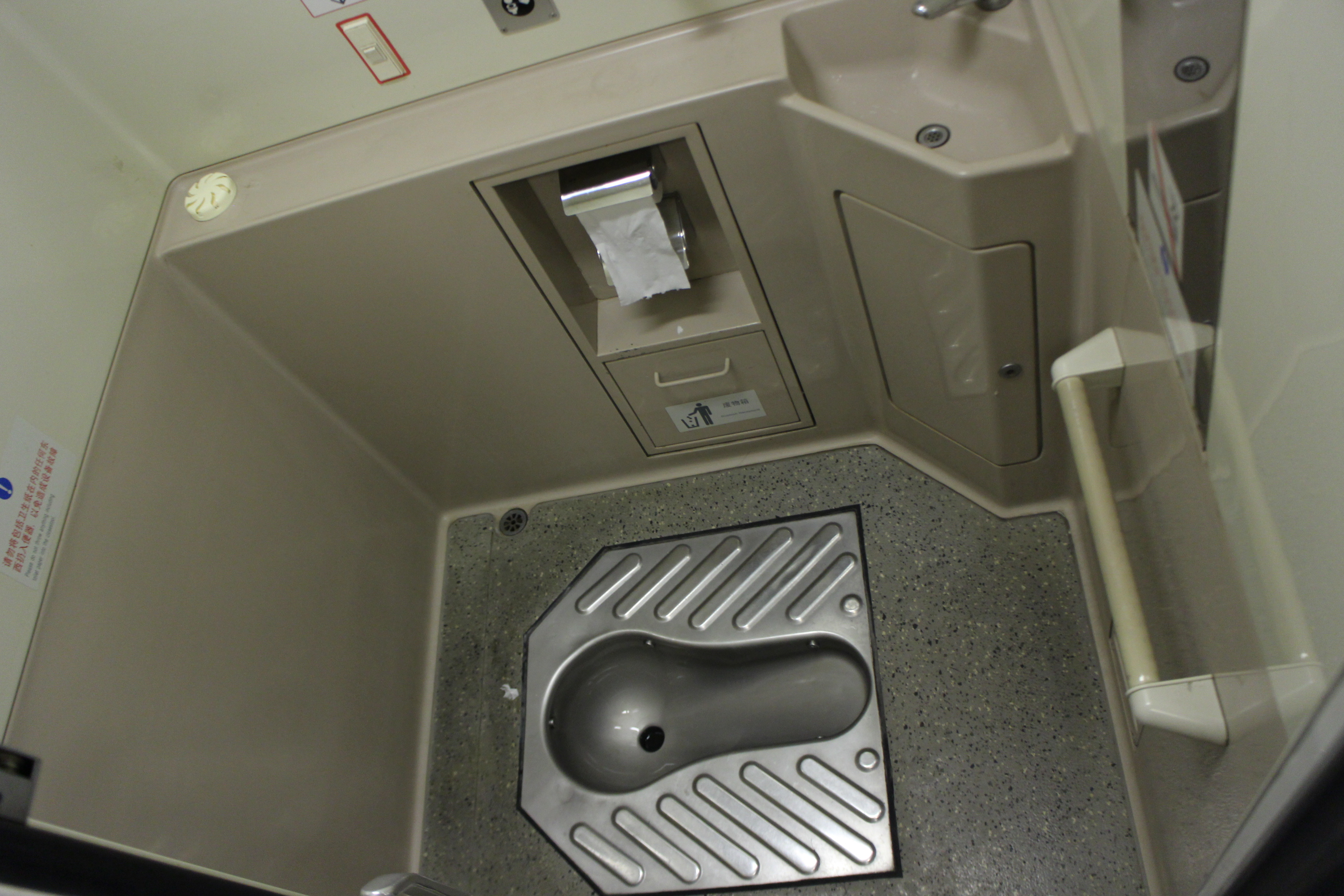
和式便所

編成表
| 車両番号                                                                                                  | 車両番号 | 1                    | 2                  | 3                  | 4                              | 5                  | 6                              | 7                  | 8                    |
| |          |                      |                    |                    |                                |                    |                                |                    |                      |
| 種類 | 種類     | 制御車（Tc）         | 電源車（M）        | 電源車（M）        | 付随車，パンタグラフ搭載（Tp） | 付随車（T）        | 電源車，パンタグラフ搭載（Mp） | 電源車（M）        | 制御車（Tc）         |
| ユニット                                                                                                  | ユニット | ユニット1（2M+2T）   | ユニット1（2M+2T） | ユニット1（2M+2T） | ユニット1（2M+2T）             | ユニット2（2M+2T） | ユニット2（2M+2T）             | ユニット2（2M+2T） | ユニット2（2M+2T）   |
| 1次車（CRH2A-2001～2060編成）                                                                             |          |                      |                    |                    |                                |                    |                                |                    |                      |
| 基本 | 等級     | 二等車               | 二等車             | 二等車             | 二等車                         | 二等・食堂合造車   | 二等車                         | 一等車             | 二等車               |
| 基本 | 車両番号 | CRH2A-2xxx ZE 2xxx01 | ZE 2xxx02          | ZE 2xxx03          | ZE 2xxx04                      | ZEC 2xxx05         | ZE 2xxx06                      | ZY 2xxx07          | CRH2A-2xxx ZE 2xxx00 |
| 基本 | 定員     | 55                   | 100                | 85                 | 100                            | 55                 | 100                            | 51                 | 64                   |
| CRH2A-2021編成                                                                                            | 等級     | 二等車               | 二等車             | 一等車             | 二等車                         | 二等・食堂合造車   | 二等車                         | 一等車             | 二等車               |
| CRH2A-2021編成                                                                                            | 車両番号 | CRH2A-2021 ZE 202101 | ZE 202102          | ZY 202103          | ZE 202104                      | ZEC 202105         | ZE 202106                      | ZY 202107          | CRH2A-2021 ZE 202100 |
| CRH2A-2021編成                                                                                            | 定員     | 55                   | 100                | 46                 | 100                            | 55                 | 100                            | 51                 | 64                   |
| CRH2A-2043編成                                                                                            | 等級     | 一等車               | 一等車             | 二等車             | 二等車                         | 二等・食堂合造車   | 二等車                         | 一等車             | 一等車               |
| CRH2A-2043編成                                                                                            | 車両番号 | CRH2A-2043 ZY 204301 | ZY 204302          | ZE 204303          | ZE 204304                      | ZEC 204305         | ZE 204306                      | ZY 204307          | CRH2A-2043 ZY 204300 |
| CRH2A-2043編成                                                                                            | 定員     | 44                   | 83                 | 85                 | 100                            | 55                 | 100                            | 51                 | 44                   |
| CRH2A-2045～2060編成                                                                                      | 等級     | 二等車               | 二等車             | 二等車             | 二等車                         | 二等・食堂合造車   | 一等車                         | 一等車             | 二等車               |
| CRH2A-2045～2060編成                                                                                      | 車両番号 | CRH2A-2xxx ZE 2xxx01 | ZE 2xxx02          | ZE 2xxx03          | ZE 2xxx04                      | ZEC 2xxx05         | ZY 2xxx06                      | ZY 2xxx07          | CRH2A-2xxx ZE 2xxx00 |
| CRH2A-2045～2060編成                                                                                      | 定員     | 55                   | 100                | 85                 | 100                            | 55                 | 78                             | 51                 | 64                   |
| 2次車（CRH2A-2151～2211編成）                                                                             |          |                      |                    |                    |                                |                    |                                |                    |                      |
| 等級 | 等級     | 二等車               | 二等車             | 一等・二等合造車   | 二等車                         | 二等・食堂合造車   | 二等車                         | 一等車             | 二等車               |
| 車両番号                                                                                                  | 車両番号 | CRH2A-2xxx ZE 2xxx01 | ZE 2xxx02          | ZYE 2xxx03         | ZE 2xxx04                      | ZEC 2xxx05         | ZE 2xxx06                      | ZY 2xxx07          | CRH2A-2xxx ZE 2xxx00 |
| 定員 | 定員     | 55                   | 100                | 59                 | 100                            | 71                 | 100                            | 51                 | 64                   |
| 3次車以降(統型)（CRH2A-2212～2416、2427～2460、2473～2499、2828、4001～4071、4082～4095、4114～4131編成） |          |                      |                    |                    |                                |                    |                                |                    |                      |
| 等級 | 等級     | 一等車               | 二等車             | 二等車             | 二等車                         | 二等・食堂合造車   | 二等車                         | 二等車             | 二等車               |
| 車両番号                                                                                                  | 車両番号 | CRH2A-2xxx ZY 2xxx01 | ZE 2xxx02          | ZE 2xxx03          | ZE 2xxx04                      | ZEC 2xxx05         | ZE 2xxx06                      | ZE 2xxx07          | CRH2A-2xxx ZE 2xxx00 |
| 定員 | 定員     | 48                   | 90                 | 90                 | 77                             | 63                 | 90                             | 90                 | 65                   |

### CRH2B
CRH2B型電車は16両編成を組む最高速度250km/hのグループで、上海、武漢の各鉄道局に配備されている。

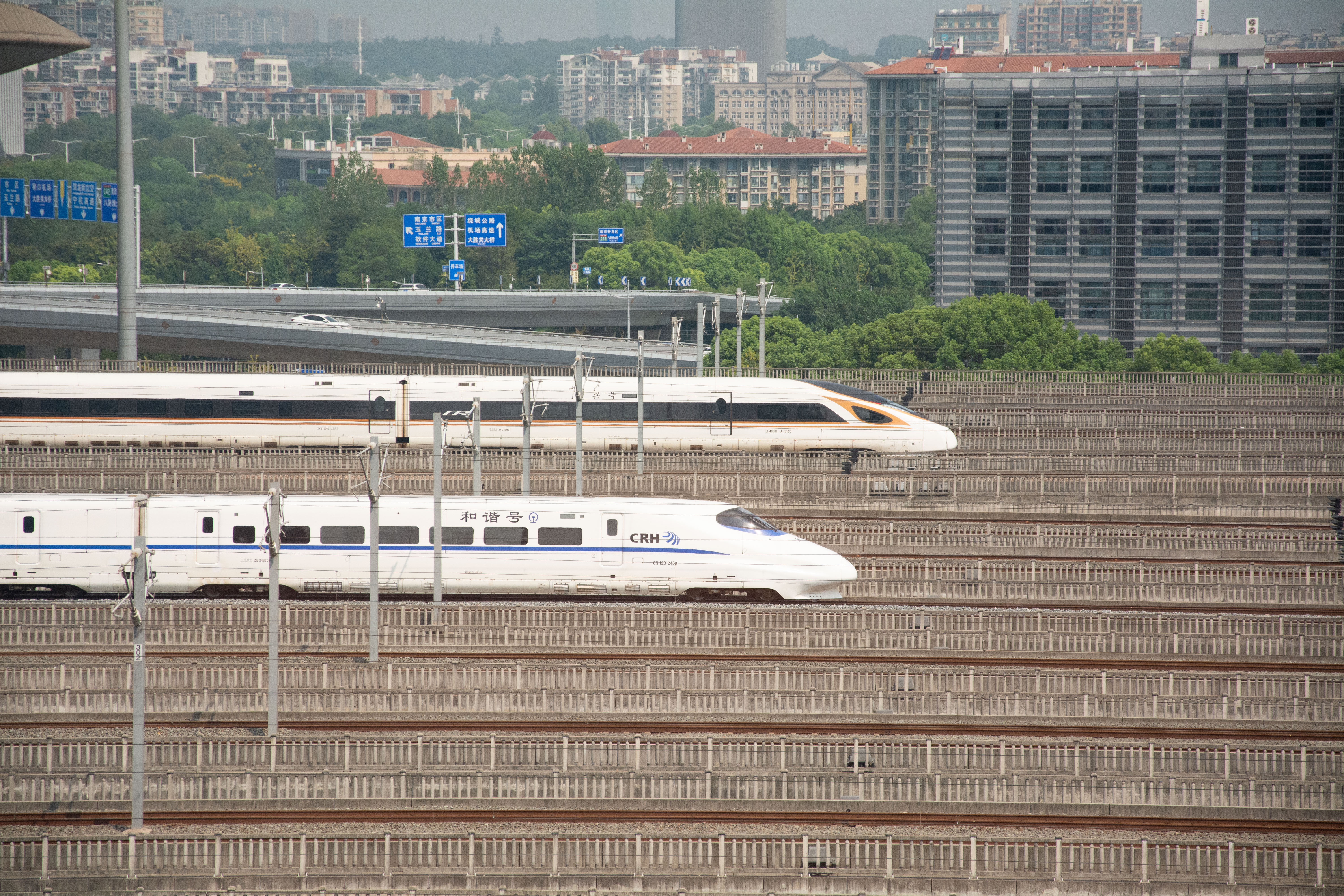

編成表
| 車両番号 | 1                    | 2           | 3           | 4                              | 5           | 6           | 7           | 8           | 9           | 10          | 11          | 12          | 13                             | 14          | 15          | 16                   |
|          |                      |             |             |                                |             |             |             |             |             |             |             |             |                                |             |             |                      |
| 種類     | 制御車（Tc）         | 電源車（M） | 電源車（M） | 付随車，パンタグラフ搭載（Tp） | 付随車（T） | 電源車（M） | 電源車（M） | 付随車（T） | 付随車（T） | 電源車（M） | 電源車（M） | 付随車（T） | 付随車，パンタグラフ搭載（Tp） | 電源車（M） | 電源車（M） | 制御車（Tc）         |
| ユニット | ユニット1            | ユニット1   | ユニット1   | ユニット1                      | ユニット2   | ユニット2   | ユニット2   | ユニット2   | ユニット3   | ユニット3   | ユニット3   | ユニット3   | ユニット4                      | ユニット4   | ユニット4   | ユニット4            |
| 等級     | 一等車               | 一等車      | 一等車      | 二等車                         | 二等車      | 二等車      | 二等車      | 食堂車      | 二等車      | 二等車      | 二等車      | 二等車      | 二等車                         | 二等車      | 二等車      | 二等車               |
| 車両番号 | CRH2B-2xxx ZY 2xxx01 | ZY 2xxx02   | ZY 2xxx03   | ZE 2xxx04                      | ZE 2xxx05   | ZE 2xxx06   | ZE 2xxx07   | CA 2xxx08   | ZE 2xxx09   | ZE 2xxx10   | ZE 2xxx11   | ZE 2xxx12   | ZE 2xxx13                      | ZE 2xxx14   | ZE 2xxx15   | CRH2B-2xxx ZE 2xxx00 |
| 定員     | 36                   | 68          | 51          | 100                            | 85          | 100         | 85          |             | 85          | 100         | 85          | 100         | 85                             | 100         | 85          | 65                   |

### CRH2C
CRH2C型電車は8両編成を組むグループで、CRH2Aから編成内の電動車の両数、出力が変更され、最高速度は350km/hに設定された。
2010年以降に製造された編成は出力が向上し、変速比の値も変更されている。
上海、西安の各鉄道局に配備されて3編成（2061、2068、2150編成）は試験車や高速総合検測車として用いられている。CRH2C-2150編成はCRH380A型の試作車として製造され、外見はCRH380A型とほぼ同一だが側窓などに差異が見られる。

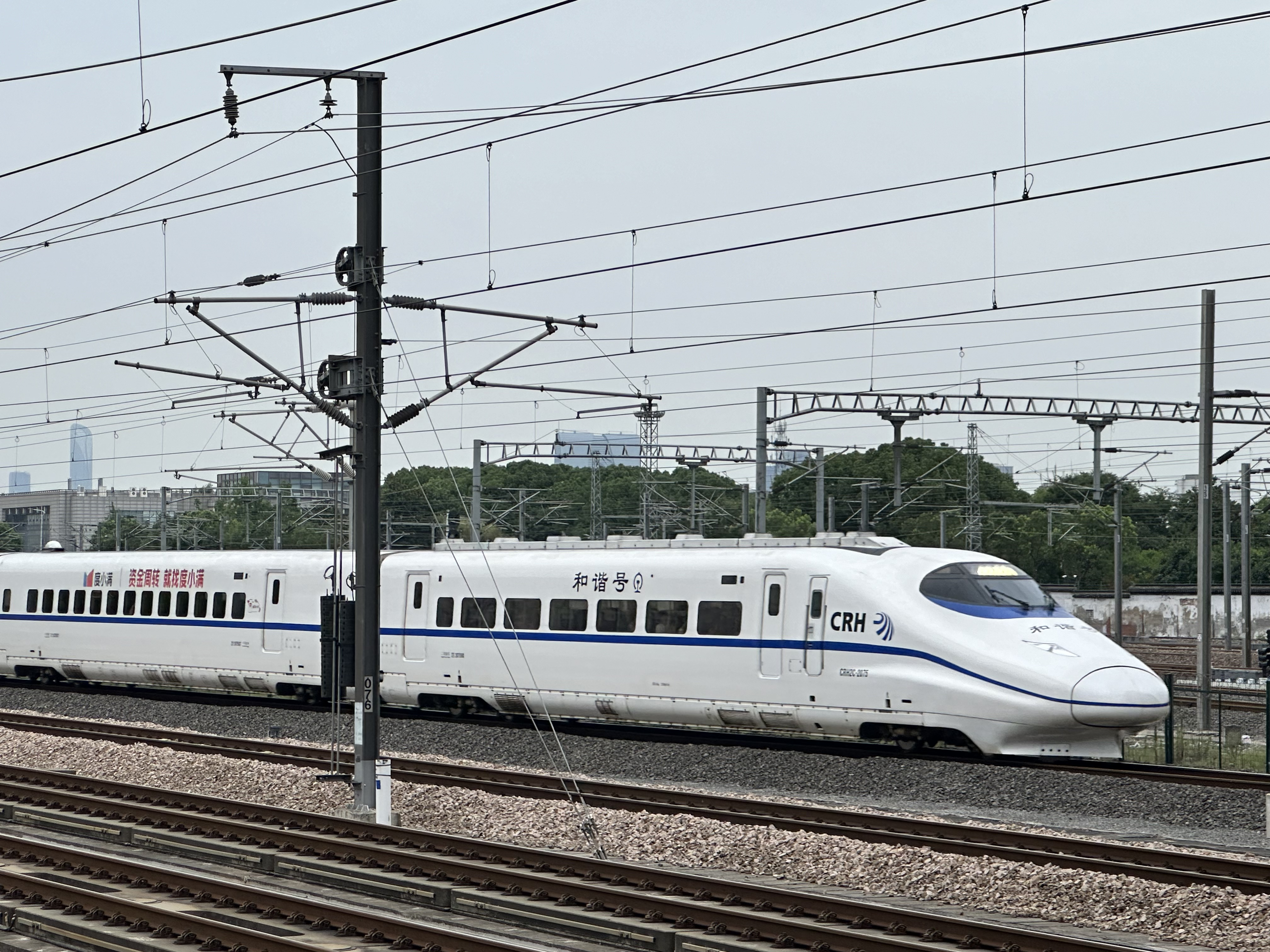
CRH2C
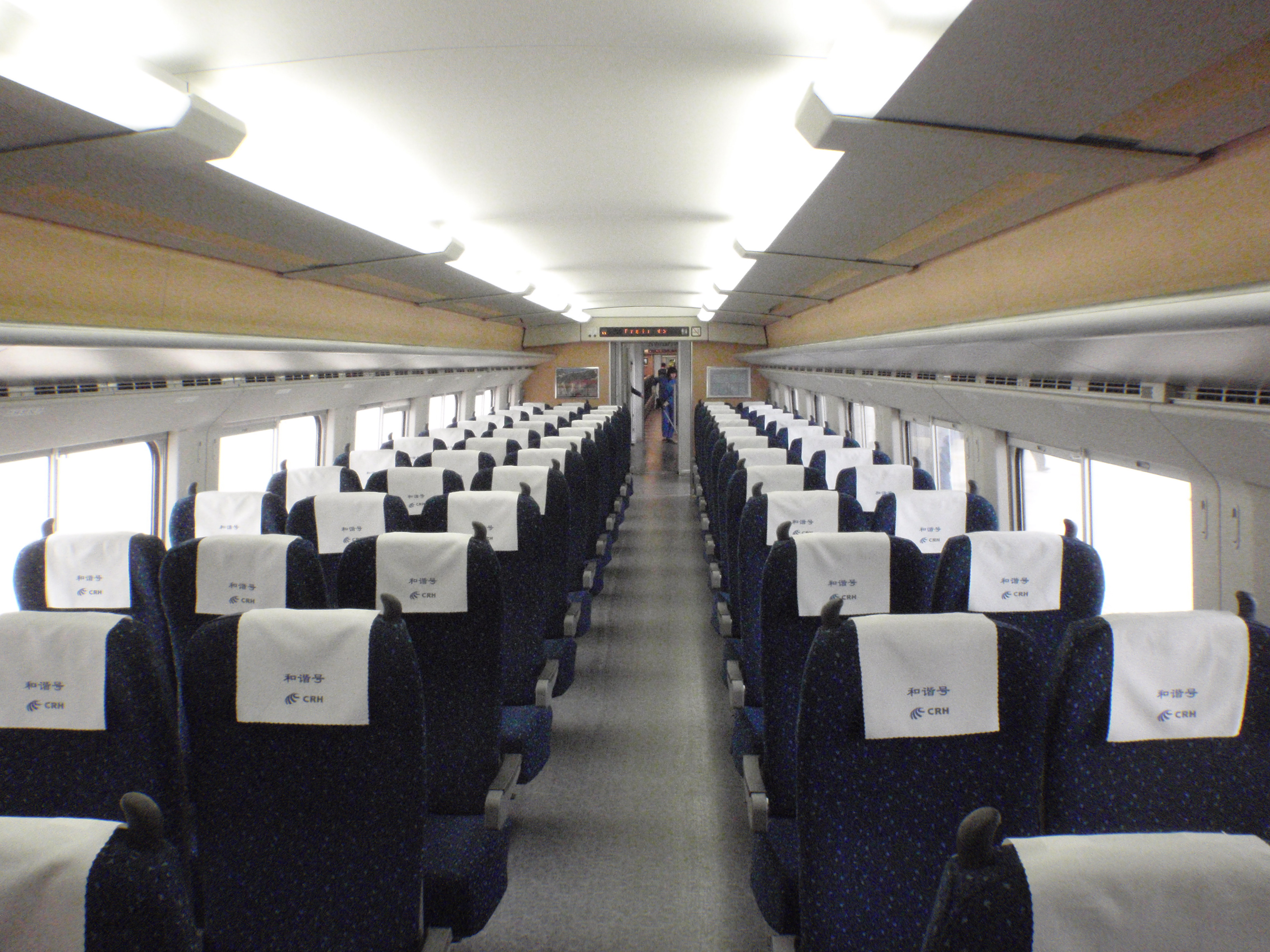
2等車内 (ZE207300)
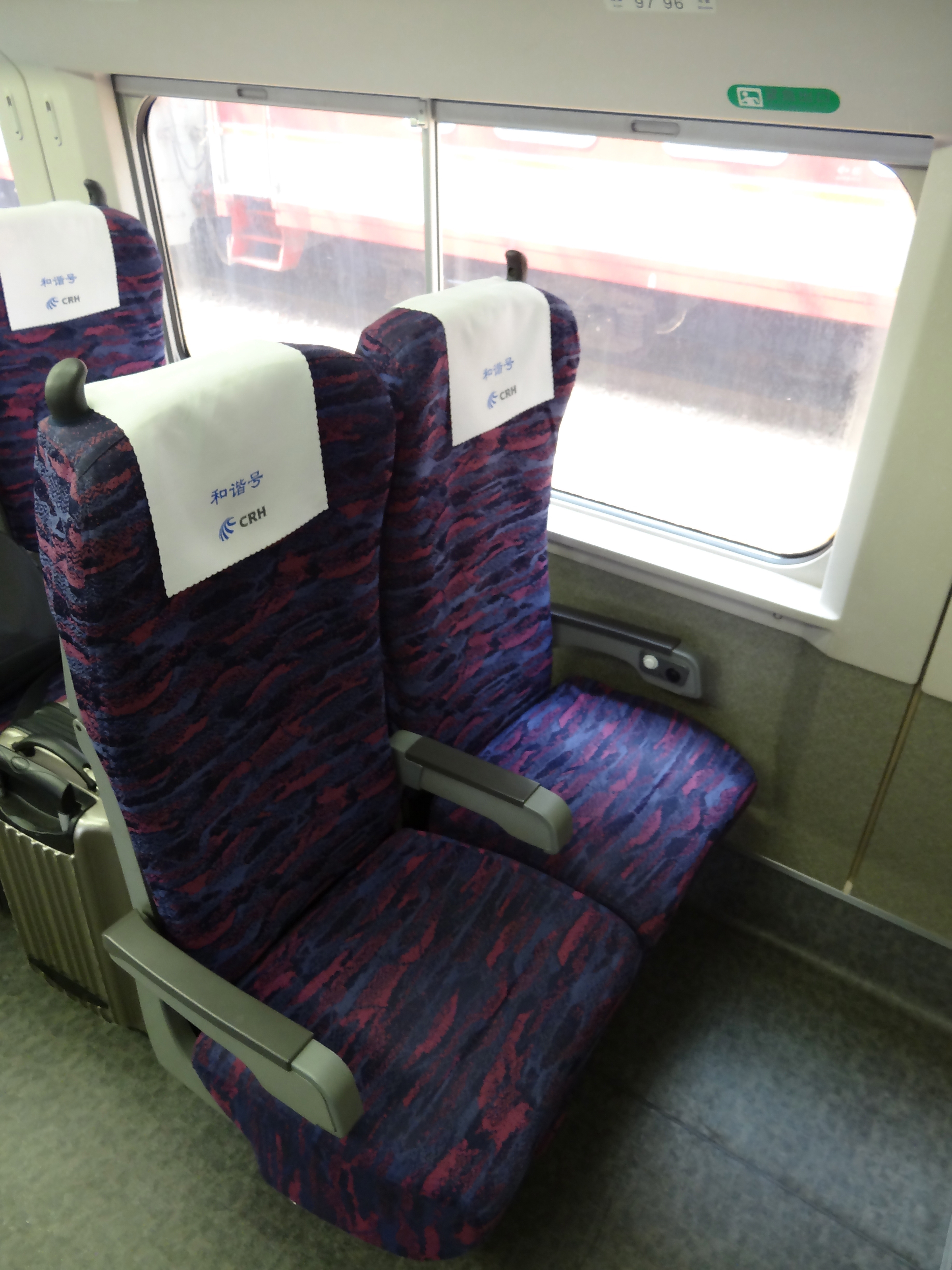
2等座席 (ZE207800)
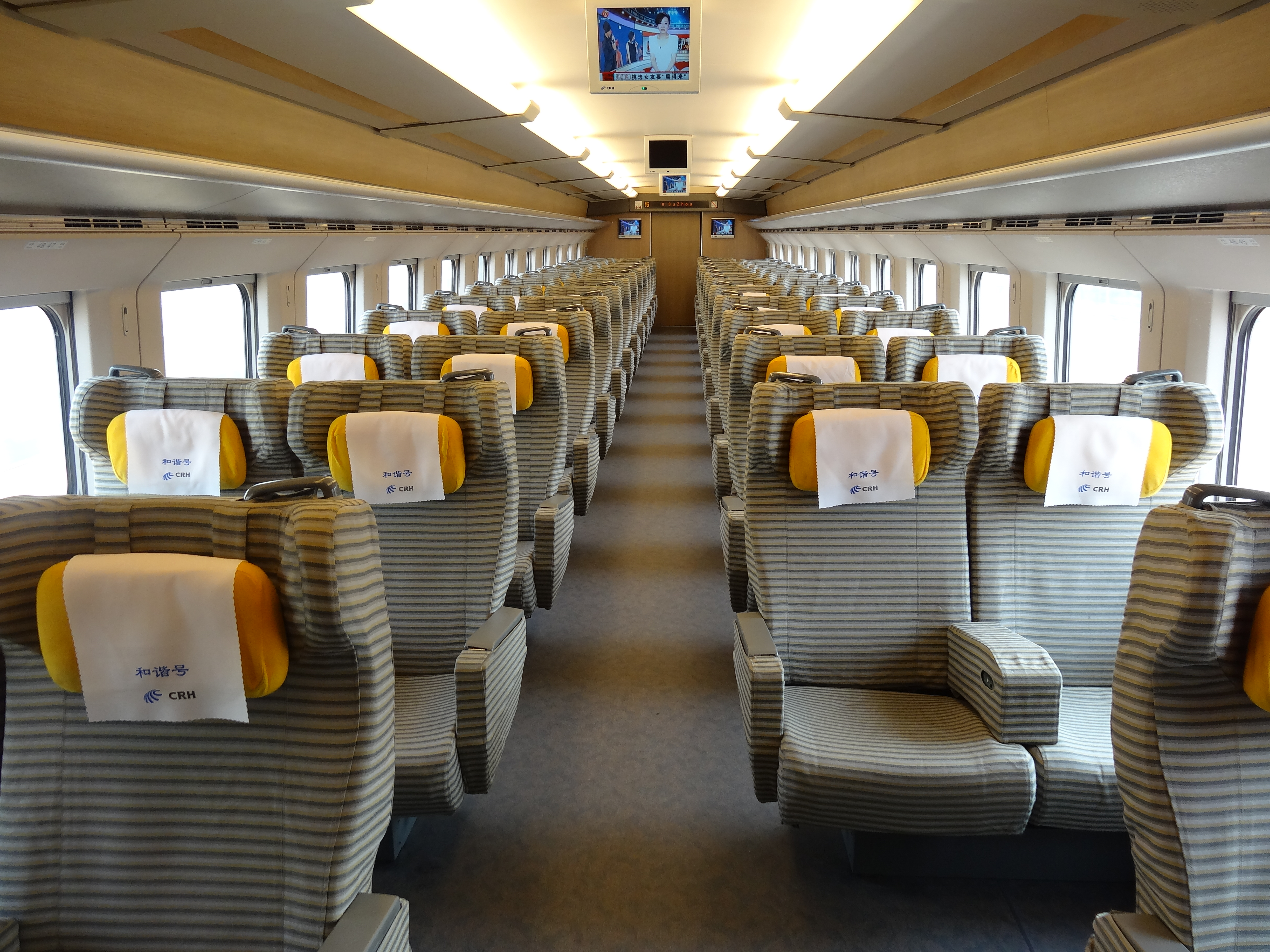
1等車内（ZY207807）
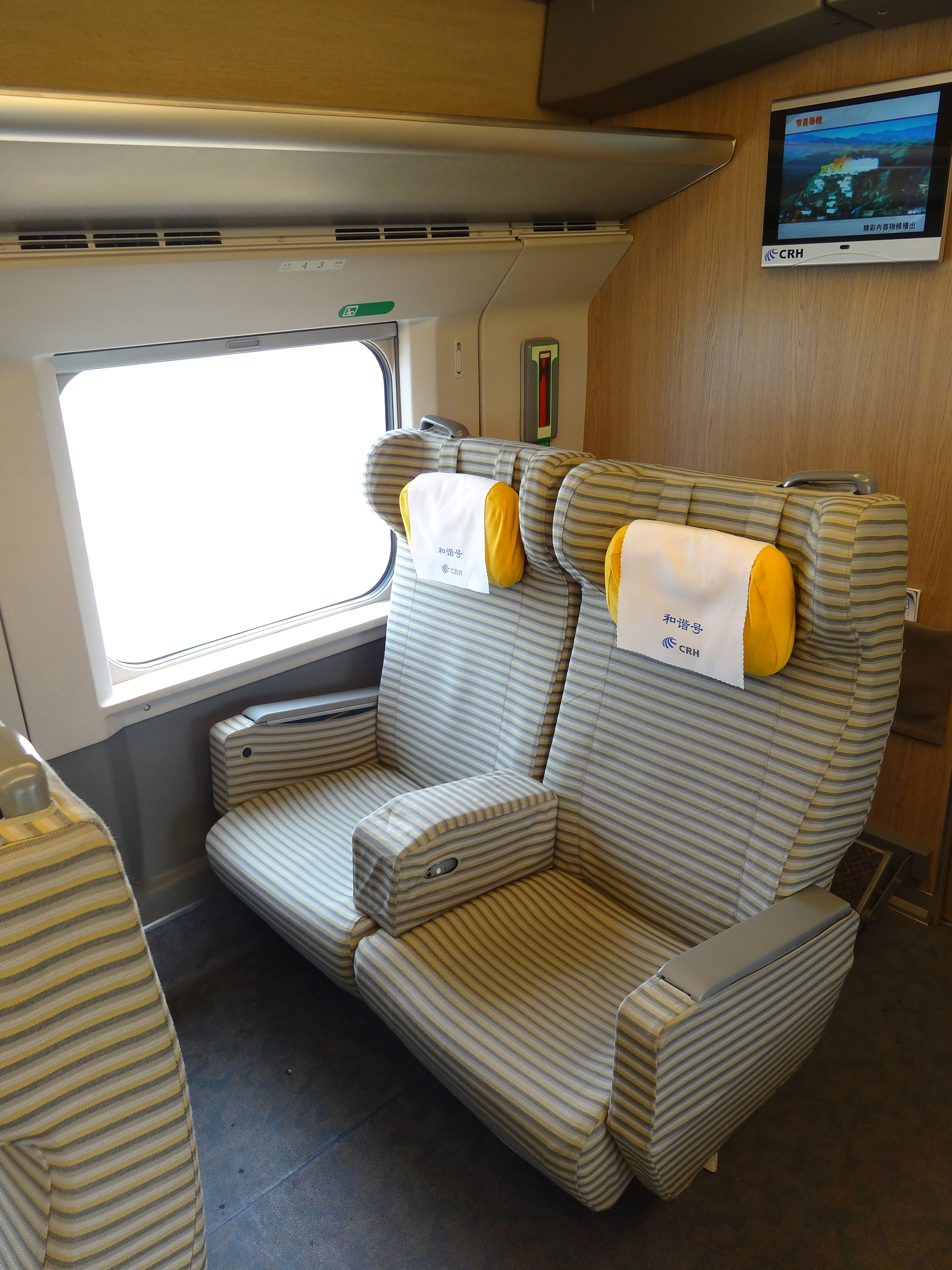
1等座席（ZY207807）
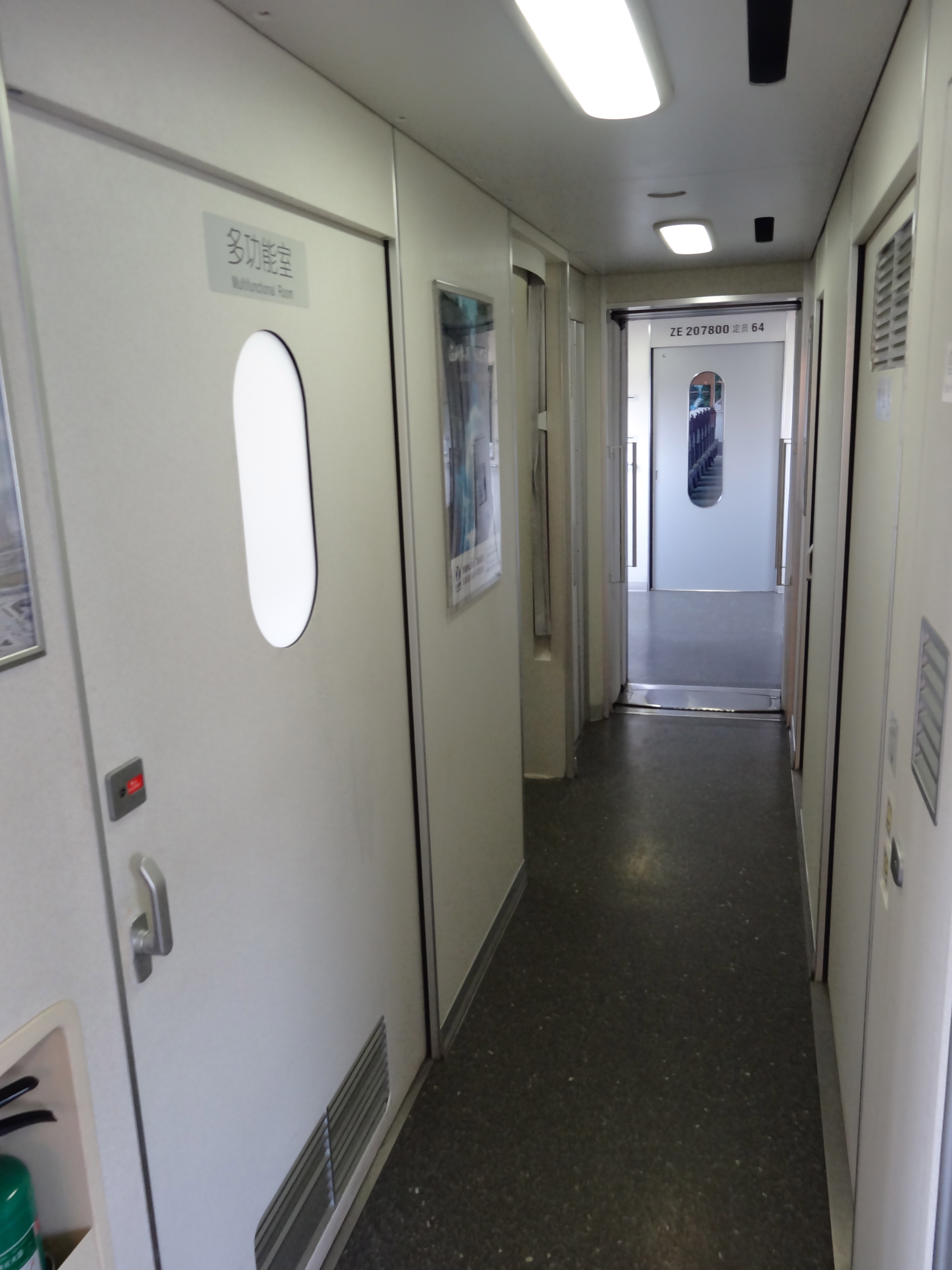
通路と多功能（多目的）室
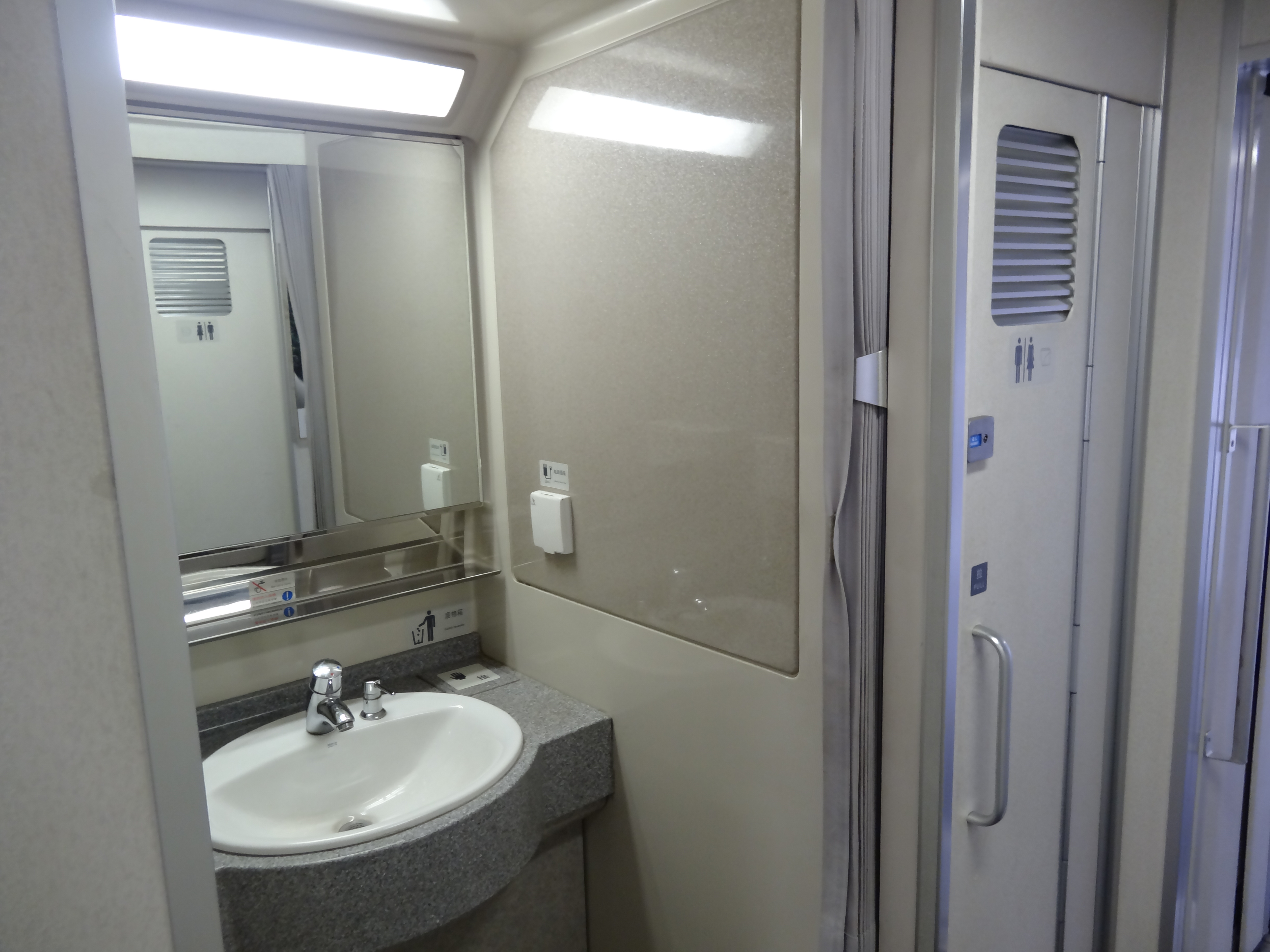
洗面所とトイレ
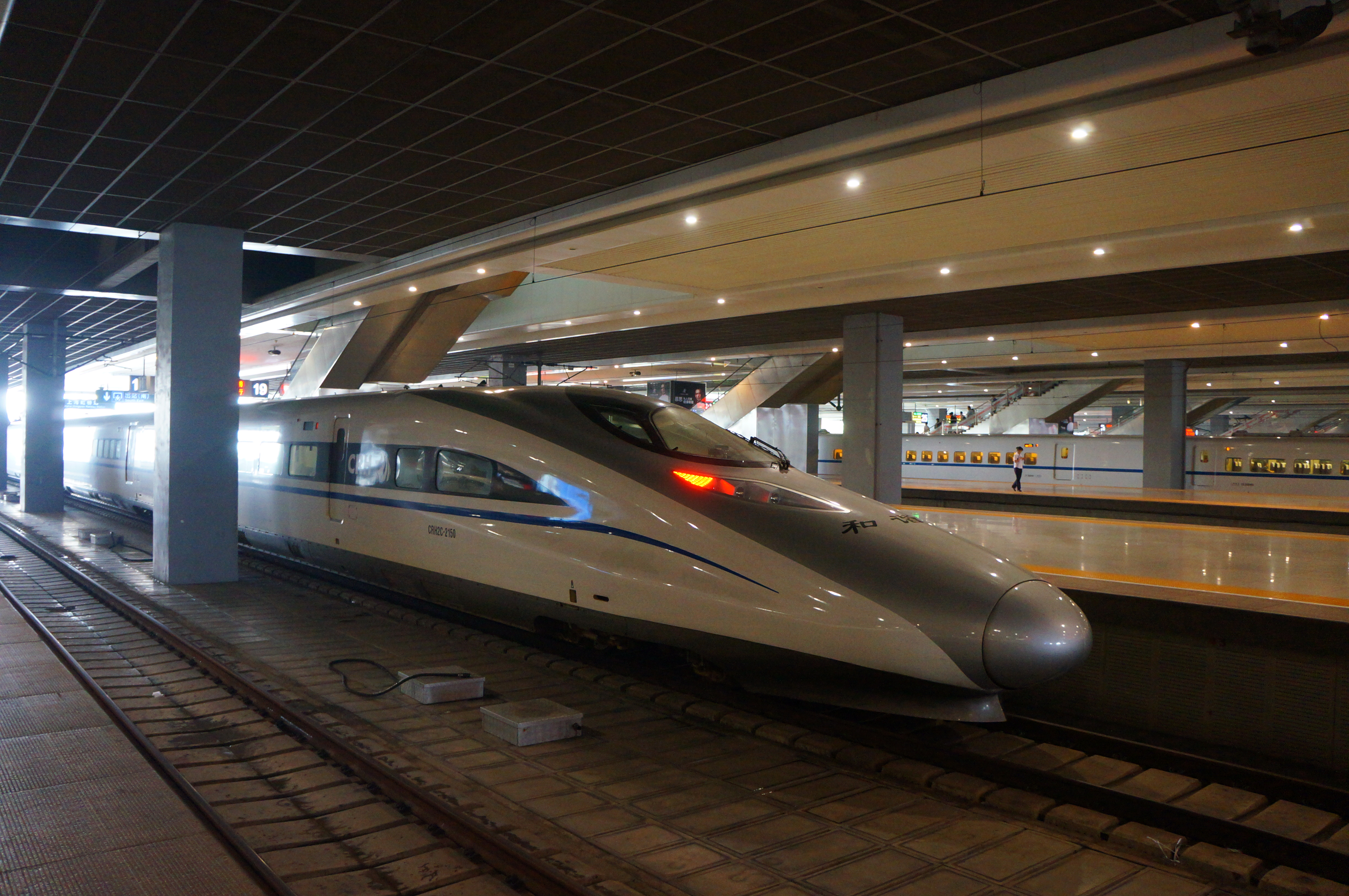
CRH2C-2150編成

編成表
| 車両番号 | 1                    | 2           | 3           | 4                              | 5                | 6                              | 7           | 8                    |  |
|          |                      |             |             |                                |                  |                                |             |                      |  |
| 種類     | 制御車（Tc）         | 電源車（M） | 電源車（M） | 電源車，パンタグラフ搭載（Mp） | 電源車（M）      | 電源車，パンタグラフ搭載（Mp） | 電源車（M） | 制御車（Tc）         |  |
| ユニット | ユニット1            | ユニット1   | ユニット1   | ユニット2                      | ユニット2        | ユニット3                      | ユニット3   | ユニット3            |  |
| 等級     | 二等車               | 二等車      | 二等車      | 二等車                         | 二等・食堂合造車 | 二等車                         | 一等車      | 二等車               |  |
| 車両番号 | CRH2C-2xxx ZE 2xxx01 | ZE 2xxx02   | ZE 2xxx03   | ZE 2xxx04                      | ZEC 2xxx05       | ZE 2xxx06                      | ZY 2xxx07   | CRH2C-2xxx ZE 2xxx00 |  |
| 定員     | 55                   | 100         | 85          | 100                            | 71               | 100                            | 51          | 64                   |  |

### CRH2E
CRH2E型電車は16両編成を組むグループで、寝台車を備え、最高速度は250km/hである。
初期に製造された編成はE2系のデザインが流用され、食堂車や先頭車に寝台設備が存在しない。2015年以降に増備されている編成は、CRH2Gで導入された新デザインを基本に設計し、食堂車は寝台と食堂を備える合造車に改めた。2017年以降に製造されているCRH2E-2463編成から車内のベッド配置を変更し、先頭車を寝台車に改めた。
2011年7月23日に発生した温州市鉄道衝突脱線事故で1編成（CRH2E-2139編成）が被災したが、残存した車両は廃車せず、新造車と編成を組んで総合検測用のCRH2J型電車として運用されている。
北京、広州の各鉄道局に配備されている。

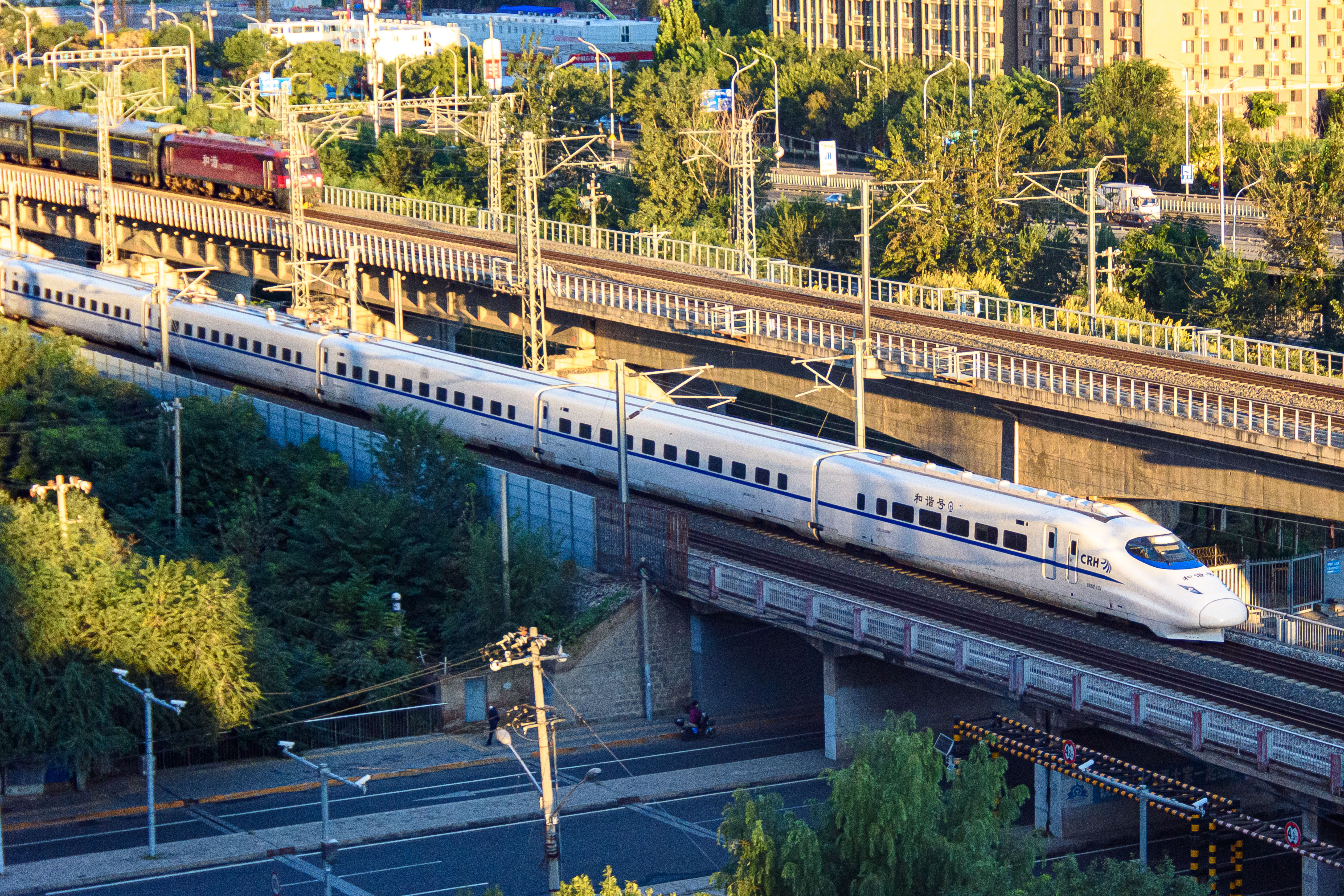
CRH2E
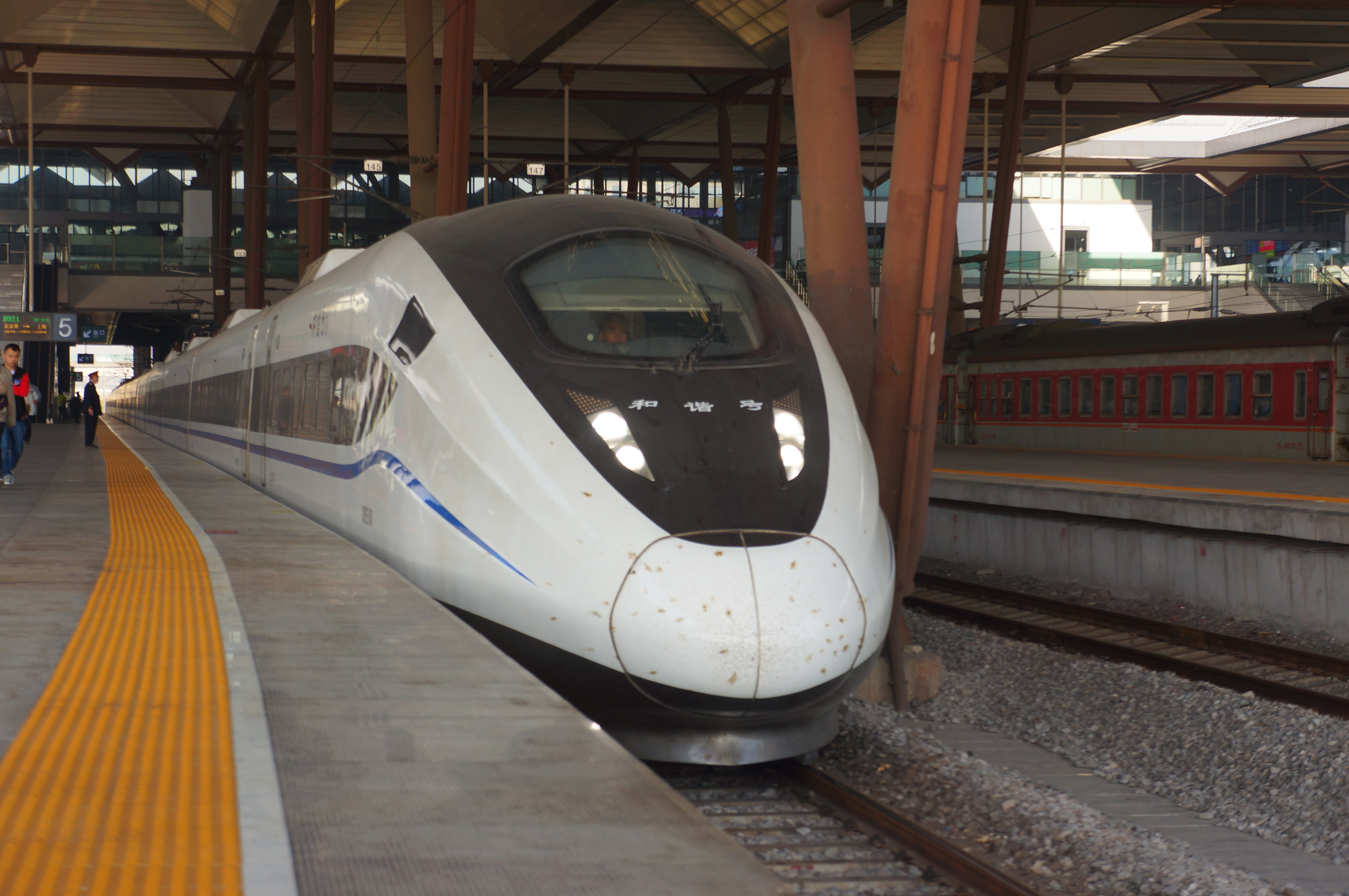
2015年以降に増備された編成
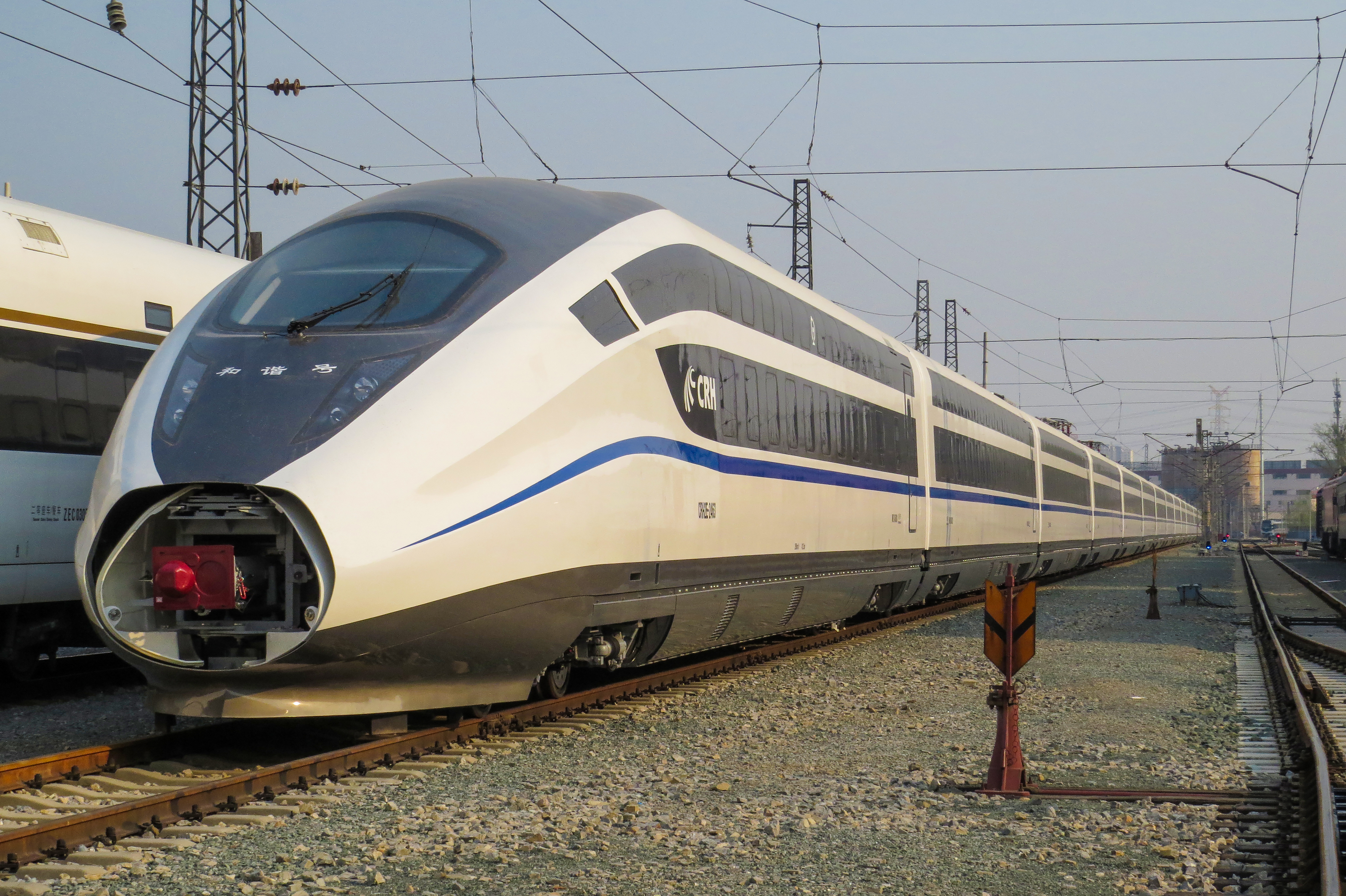
CRH2E-2463編成 ベッドの位置の変更に合わせ窓配置も変わっている
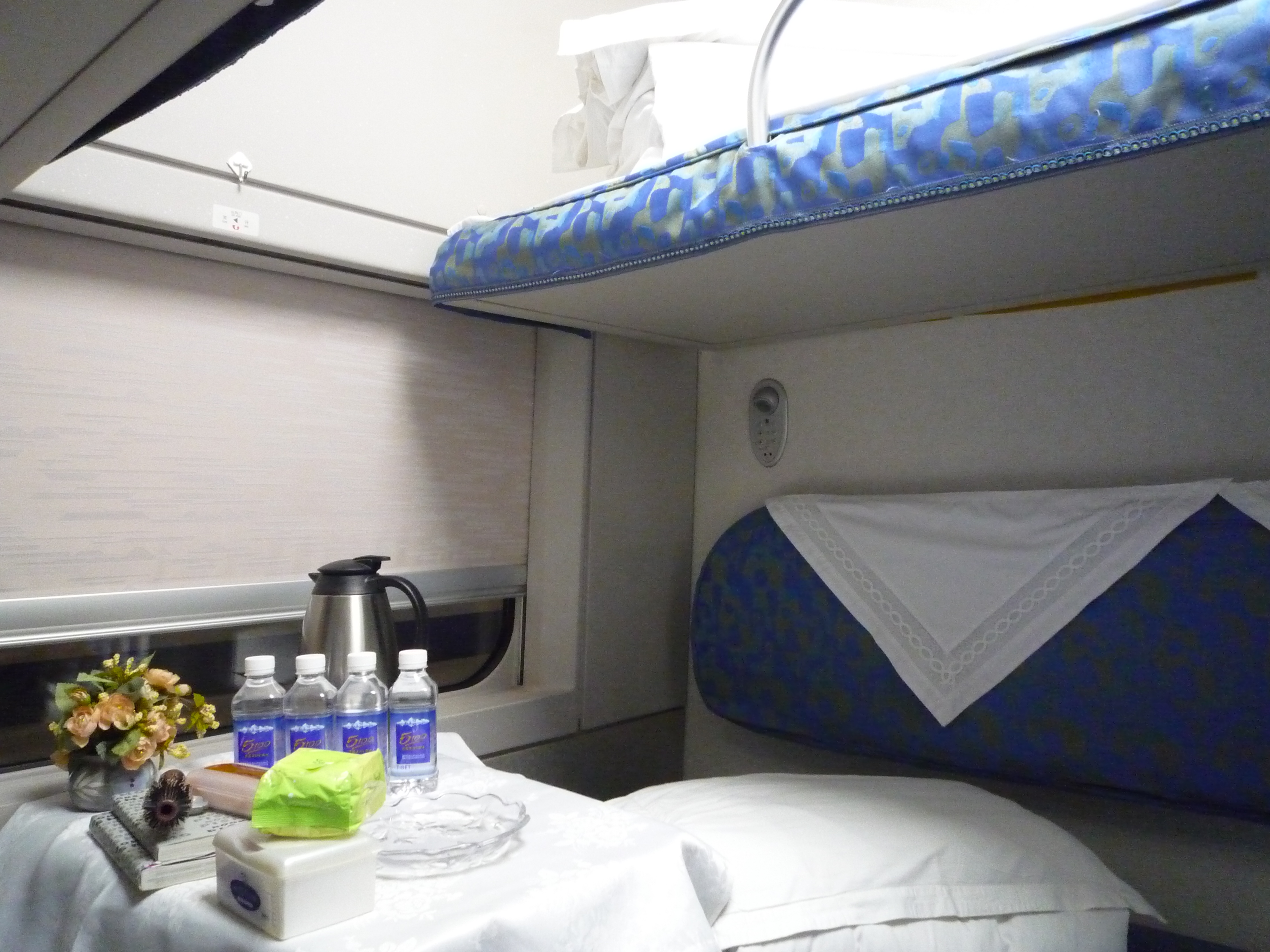
寝台車の車内
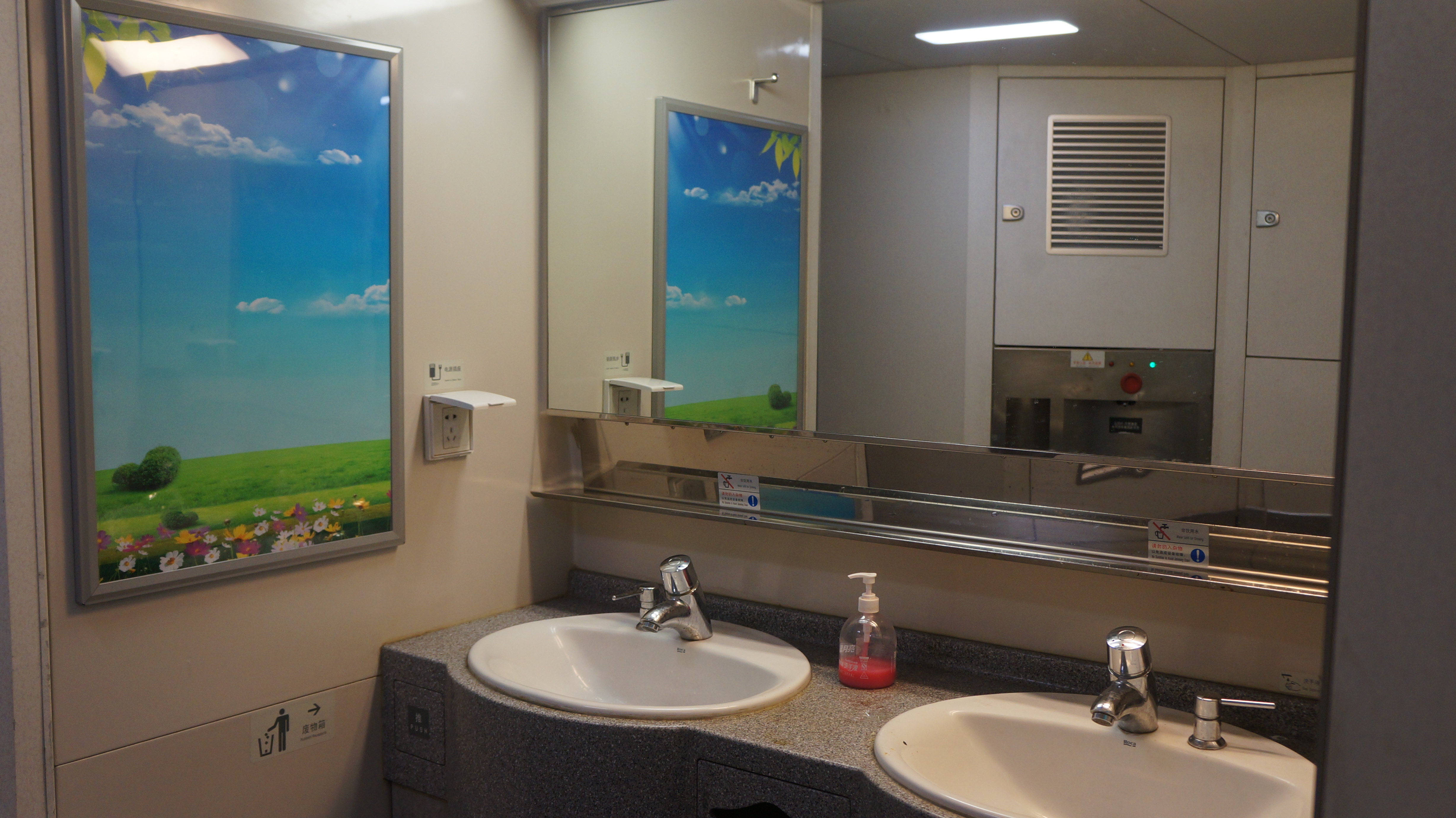
洗面所
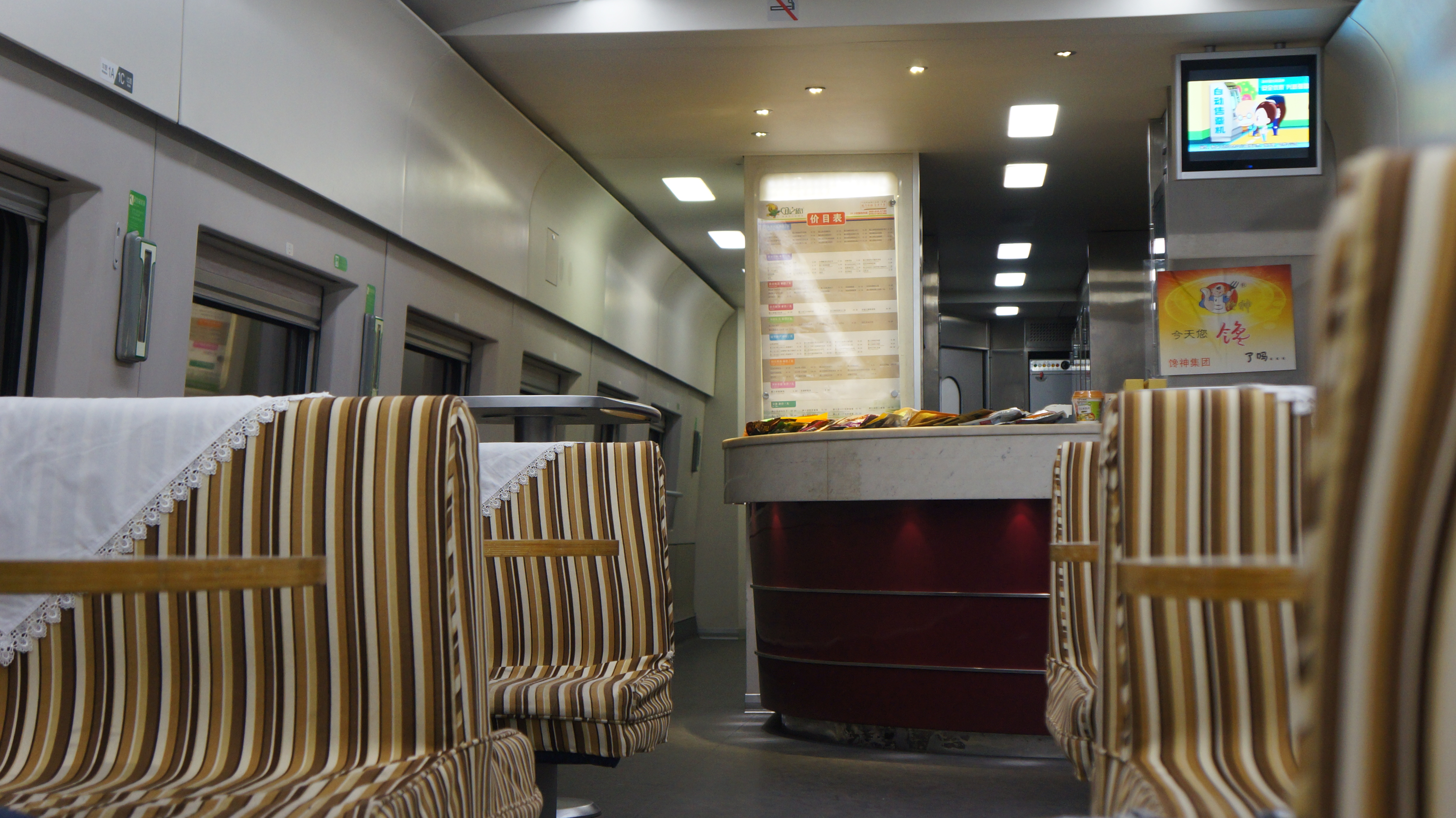
食堂車
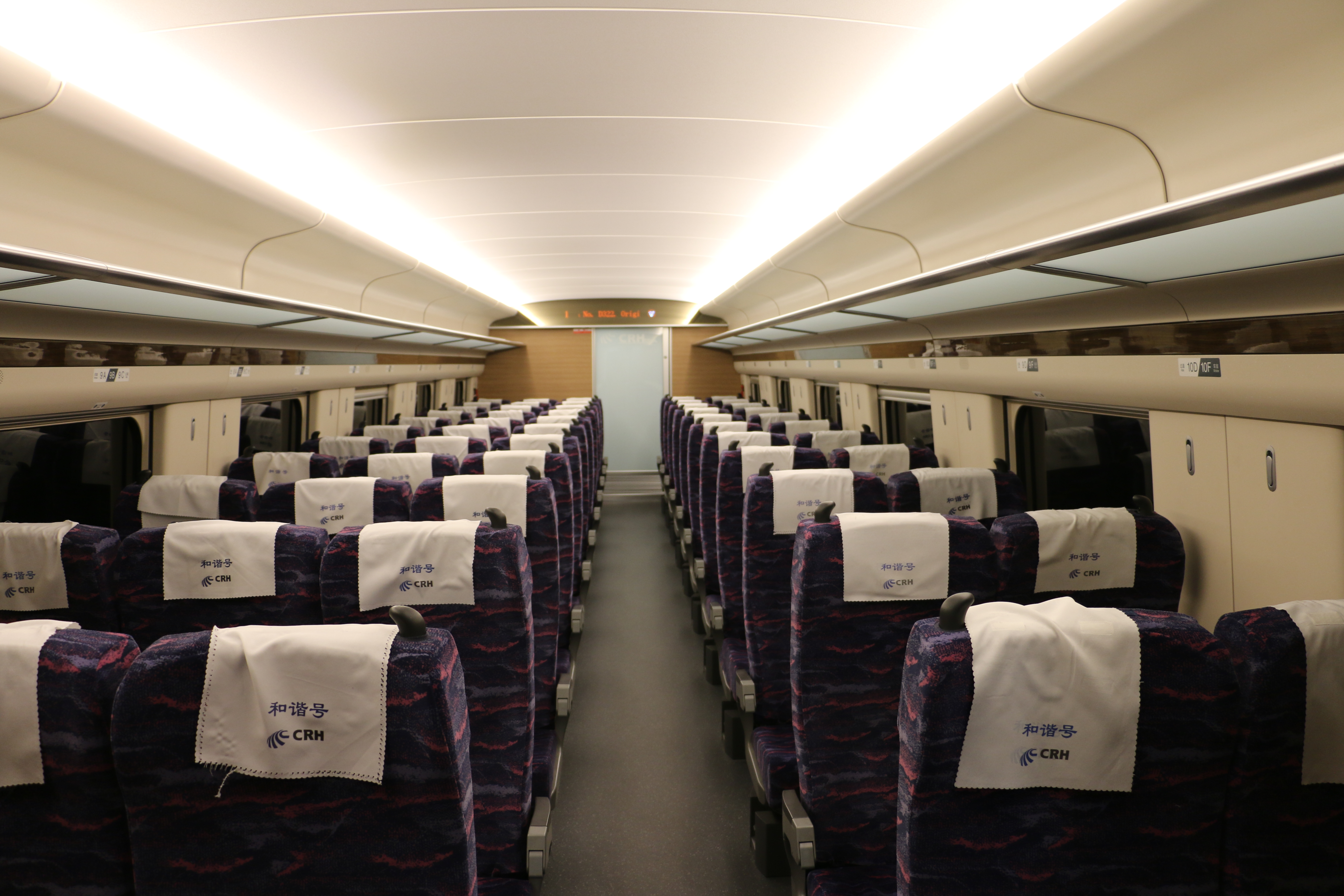
増備車の二等座席 CRH2Gも同じような内装になっている

編成表
| 車両番号             | 1                    | 2                   | 3                   | 4                              | 5                   | 6                   | 7                   | 8                   | 9                           | 10                  | 11                  | 12                  | 13                             | 14                  | 15                  | 16                   |
|                      |                      |                     |                     |                                |                     |                     |                     |                     |                             |                     |                     |                     |                                |                     |                     |                      |
| 種類                 | 制御車（Tc）         | 電源車（M）         | 電源車（M）         | 付随車，パンタグラフ搭載（Tp） | 付随車（T）         | 電源車（M）         | 電源車（M）         | 付随車（T）         | 付随車（T）                 | 電源車（M）         | 電源車（M）         | 付随車（T）         | 付随車，パンタグラフ搭載（Tp） | 電源車（M）         | 電源車（M）         | 制御車（Tc）         |
| ユニット             | ユニット1            | ユニット1           | ユニット1           | ユニット1                      | ユニット2           | ユニット2           | ユニット2           | ユニット2           | ユニット3                   | ユニット3           | ユニット3           | ユニット3           | ユニット4                      | ユニット4           | ユニット4           | ユニット4            |
| CRH2E-2121～2140編成 |                      |                     |                     |                                |                     |                     |                     |                     |                             |                     |                     |                     |                                |                     |                     |                      |
| 等級                 | 二等車               | 一等寝台車 (軟臥車) | 一等寝台車 (軟臥車) | 一等寝台車 (軟臥車)            | 一等寝台車 (軟臥車) | 一等寝台車 (軟臥車) | 一等寝台車 (軟臥車) | 食堂車              | 一等寝台車 (軟臥車)         | 一等寝台車 (軟臥車) | 一等寝台車 (軟臥車) | 一等寝台車 (軟臥車) | 一等寝台車 (軟臥車)            | 一等寝台車 (軟臥車) | 一等寝台車 (軟臥車) | 二等車               |
| 車両番号             | CRH2E-2xxx ZE 2xxx01 | WR 2xxx02           | WR 2xxx03           | WR 2xxx04                      | WR 2xxx05           | WR 2xxx06           | WR 2xxx07           | CA 2xxx08           | WR 2xxx09                   | WR 2xxx10           | WR 2xxx11           | WR 2xxx12           | WR 2xxx13                      | WR 2xxx14           | WR 2xxx15           | CRH2E-2xxx ZE 2xxx00 |
| 定員                 | 55                   | 40                  | 40                  | 40                             | 40                  | 40                  | 40                  |                     | 40                          | 40                  | 40                  | 40                  | 40                             | 40                  | 40                  | 55                   |
| CRH2E-2461・2462編成 |                      |                     |                     |                                |                     |                     |                     |                     |                             |                     |                     |                     |                                |                     |                     |                      |
| 等級                 | 二等車               | 一等寝台車 (軟臥車) | 一等寝台車 (軟臥車) | 一等寝台車 (軟臥車)            | 一等寝台車 (軟臥車) | 一等寝台車 (軟臥車) | 一等寝台車 (軟臥車) | 一等寝台車 (軟臥車) | 一等寝台(軟臥)・ 食堂合造車 | 一等寝台車 (軟臥車) | 一等寝台車 (軟臥車) | 一等寝台車 (軟臥車) | 一等寝台車 (軟臥車)            | 一等寝台車 (軟臥車) | 一等寝台車 (軟臥車) | 二等車               |
| 車両番号             | CRH2E-2xxx ZE 2xxx01 | WR 2xxx02           | WR 2xxx03           | WR 2xxx04                      | WR 2xxx05           | WR 2xxx06           | WR 2xxx07           | WR 2xxx08           | WRC 2xxx09                  | WR 2xxx10           | WR 2xxx11           | WR 2xxx12           | WR 2xxx13                      | WR 2xxx14           | WR 2xxx15           | CRH2E-2xxx ZE 2xxx00 |
| 定員                 | 55                   | 40                  | 40                  | 40                             | 40                  | 40                  | 40                  | 40                  | 20                          | 40                  | 40                  | 40                  | 40                             | 40                  | 40                  | 55                   |
| CRH2E-2463～2465編成 |                      |                     |                     |                                |                     |                     |                     |                     |                             |                     |                     |                     |                                |                     |                     |                      |
| 等級                 | 一等寝台車 (軟臥車)  | 一等寝台車 (軟臥車) | 一等寝台車 (軟臥車) | 一等寝台車 (軟臥車)            | 一等寝台車 (軟臥車) | 一等寝台車 (軟臥車) | 一等寝台車 (軟臥車) | 一等寝台車 (軟臥車) | 一等寝台(軟臥)・ 食堂合造車 | 一等寝台車 (軟臥車) | 一等寝台車 (軟臥車) | 一等寝台車 (軟臥車) | 一等寝台車 (軟臥車)            | 一等寝台車 (軟臥車) | 一等寝台車 (軟臥車) | 一等寝台車 (軟臥車)  |
| 車両番号             | CRH2E-2xxx WR 2xxx01 | WR 2xxx02           | WR 2xxx03           | WR 2xxx04                      | WR 2xxx05           | WR 2xxx06           | WR 2xxx07           | WR 2xxx08           | WRC 2xxx09                  | WR 2xxx10           | WR 2xxx11           | WR 2xxx12           | WR 2xxx13                      | WR 2xxx14           | WR 2xxx15           | CRH2E-2xxx WR 2xxx00 |
| 定員                 | 40                   | 60                  | 60                  | 60                             | 60                  | 60                  | 60                  | 60                  | 20                          | 60                  | 60                  | 60                  | 60                             | 60                  | 60                  | 40                   |

### CRH2G
CRH2G型電車は8両編成を組むグループで、最高速度は250km/h。
低温地域や砂漠、高温地域の運用が考慮された設計で、外見はE2系を基にしたデザインから大きく変更されている。
蘭州、ウルムチ、西安の各鉄道局に配備されている。

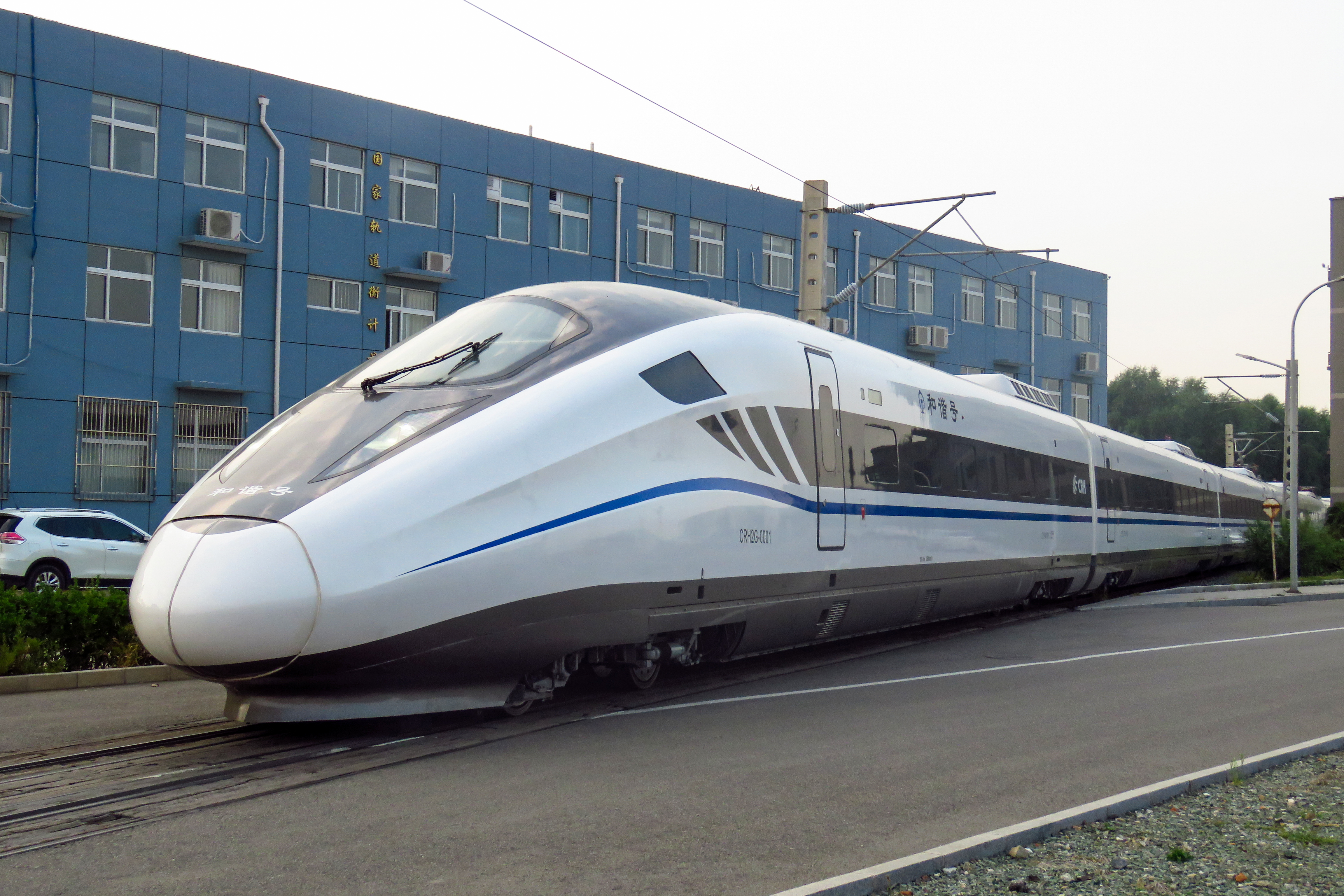
中国中車南京浦鎮車輛製造のCRH2G

## 運用
2007年1月28日から運用が開始された。初日は上海南駅 - 杭州駅（171 キロメートル〈km〉）間を5往復半、上海駅 - 南京駅 (303 km) 間を2往復運行したが、試運転も兼ねて最高速度は 160 km/h であった。
2007年12月にCRH2の派生型の CRH2C が登場した。前照灯やパンタグラフカバーなどが増設され、内装も変更されている。2008年の北京オリンピックに合わせて北京市と天津市を結ぶ京津都市間鉄道に投入された CRH2-300 は、6M2T へMT比を変更し、シーメンスICE3をベースとするCRH3型電車とともに2008年8月1日から世界最速の 350 km/h 営業運転を開始した。中国鉄道部は「海外の先進技術を手本にしたが、国情に合わせて 70 パーセント (％) 以上の国産化を達成した」としている。
JR東日本の協力範囲と川崎重工業の設計、それぞれの最高速度を大幅に超過していることから、JRと川重は中華人民共和国に抗議して「責任は求めない」と念書を交わした。2009年2月から当該路線はすべてCRH3型を使用し、CRH2型車両は最高速度 250 km/h の他線区へ転属した。

2009年10月に中国鉄道部は、川崎重工業が日本の新幹線技術を供与した同国の鉄道車両メーカーである南車青島四方機車車両と、CRH380A（CRH2-380 : 最高時速380キロの高速鉄道車両）140編成を購入する契約を結んだ。車両は日本の東北新幹線「はやて」を基礎としているが、中国鉄道部の技術や海外から移転された技術を組み合わせて新たに設計・生産され、北京 - 上海、北京 - 広州などの区間で走る予定。2010年上半期から順次、車両を納入する。
2009年12月26日に湖北省武漢市と広東省広州市を結ぶ武広旅客専用線で、2010年2月6日に河南省鄭州市と陝西省西安市を結ぶ鄭西旅客専用線で、それぞれCRH2型車両が投入されて最高速度 350 km/h で営業運転を開始した。
中国は日本を含む各国に、黒龍江省ハルビン市と遼寧省大連市を結ぶ哈大旅客専用線用の高速鉄道車両の開発の打診をしている。当地の冬季における運用が氷点下 40 ℃ と過酷な環境で、極限下で定期運行可能な高速電車を自主開発することが困難なためである。日本の新幹線も氷点下 25 ℃ までは品質保証しているが、それ以下の気温は新たな技術開発が求められる。
2010年（平成22年）4月にJR東海会長の葛西敬之は、「中国の高速鉄道は安全性を軽視することで、限界まで速度を出している。技術も『外国企業から盗用』」と主張した。これに対し、中国側の何総工程師は「我々が求めている技術は、日本のような島国向けの技術とは異なると表明する国も多い」と主張し、「安全性が保証されている中国の高速鉄道技術は既に世界をリードする地位を獲得した」など反論した。
中国鉄道部科学技術局長などを務めた周翊民は、中国紙『21世紀経済報道』に対し、「世界一にこだわり、設計上の安全速度を無視し、日独が試験走行で達成していた速度に近い速度での営業を命じただけで、中国独自の技術によるものではない」と暴露し、「自分の技術でないので問題が起きても解決できない。結果の甚大さは想像もできない」と指摘した。米国議会の超党派諮問機関「米中経済安保調査委員会」は2011年10月26日に、日本の新幹線技術の中国側の取得について「中国企業が外国技術を盗用した最も酷い実例」と明記した。2011年7月23日の浙江省温州市鉄道衝突脱線事故は、死者43人負傷者190人以上で鉄道局長ら幹部3人が更迭された。

## 備考
中国国家郵政局（現在中華人民共和国の郵政事業は中国郵政集団公司に分離）が2006年12月28日に発行した「第6次在来線スピードアップ」の郵便切手シリーズのうち、額面6人民元の小型シートにCRH2が描かれている。